# 琵琶湖疏水
琵琶湖疏水（びわこそすい）は、琵琶湖の湖水を滋賀県大津市から西隣の京都府京都市へ流すため、明治時代に作られた水路（疏水）である。
国の史跡に指定され、施設は国宝・国の重要文化財への指定が答申されている（官報告示を経て正式指定となる）。また文化庁による日本遺産に認定され、土木学会選奨土木遺産に認定されている。

## 概要
琵琶湖疏水は、第1疏水（1890年に完成）と第2疏水（1912年に完成）を総称したものである。両疏水を合わせ、23.65m3/sを滋賀県大津市三保ヶ崎で取水する。その内訳は、水道用水12.96m3/s、それ以外に蹴上発電所による水力発電、農地の灌漑、下水の掃流、工業用水などに使われる。また、疏水を利用した水運も行われた。蹴上発電所による水力発電は通水翌年の1891年6月から運転が開始された。これは営業用発電所として日本初であり、世界的に見ても先進的な取り組みであった。その電力は日本初の電車（京都電気鉄道、のち買収されて京都市電）を走らせるために利用され、さらに工業用動力としても使われて京都の近代化に貢献した。疏水を利用した水運は、琵琶湖と京都、さらに京都と伏見、宇治川を結んだ。落差の大きい蹴上と伏見にはケーブルカーと同じ原理のインクラインが設置され、船は線路上の台車に載せて移動された。水運の消滅に伴いインクラインはいずれも廃止されたが、蹴上インクラインは一部の設備が静態保存されている。無鄰菴や平安神宮神苑、瓢亭、菊水、何有荘、円山公園をはじめとする東山の庭園に、また京都御所や東本願寺の防火用水としても利用されている。1日200万トンの水が流れる。
疏水百選の1つである。また、安積疏水（福島県郡山市とその周辺地域）、那須疏水（栃木県那須野が原）と並ぶ日本三大疏水の1つと数えられる。

## 歴史

### 開通まで
幕末の京都は禁門の変による大火・どんどん焼けで市街の大半が焼失し、さらに明治維新後の東京奠都に伴い人口が減少し、産業も衰退した。このため、第3代京都府知事の北垣国道が灌漑、上水道、水運、水車の動力を目的とした琵琶湖疏水を計画した。そして主任技術者として、工部大学校を卒業したばかりの田邉朔郎を任じ、設計監督にあたらせた。
第1疏水は1885年（明治18年）に着工し、1890年（明治23年）に大津市三保ヶ崎から鴨川合流点までと、蹴上から分岐する疏水分線とが完成した。4月9日には明治天皇と皇后の臨幸を仰ぎ、竣工式を挙行している。北垣府知事の奏上文を含む竣工式の様子や工事成績は、明治23年4月12日付『官報』に掲載された。式中、天皇から以下の勅語があった（句読点は追加）。
第1疏水（大津－鴨川合流点間）と疏水分線の建設には当時の京都府予算の２年分にあたる総額125万円の費用を要し、その財源には産業基立金、京都府、国費、市債や寄付金などのほか、市民に対しての目的税も充てられた。延べ労働者数は400万となった。竪坑方式で建設、お雇い外国人の手を借りず設計段階から日本人のみで作った土木工事だった。
また、水力発電は当初は計画されなかったが、田邉らがアメリカで視察したアイデアを取り入れ、日本初の営業用水力発電所となる蹴上発電所を建設。1891年（明治24年）に運転が開始された。この電力を用いて、1895年（明治28年）には京都・伏見間で日本初となる電気鉄道である京都電気鉄道（京電）の運転が始まった。鴨川合流点から伏見堀詰の濠川までの鴨川運河は、1892年（明治25年）に着工し、1894年（明治27年）に完成した。暗渠の中に各所に開渠がある。
第2疏水は、第1疏水で賄いきれない電力需要に対応するとともに、新設する近代上水道のための水源として、京都市により「三大事業」の1つとして進められた。1908年（明治41年）に着工され1912年（明治45年）に完成し、取水量は第1第2合わせて毎秒850立方尺 (23.65m3) となった。日本初の急速濾過式浄水場である蹴上浄水場はこの時に設置されている。なお、疏水を掘り進める際に生じた砂は当時の滋賀県知事の許諾を得た上で、琵琶湖の埋め立てに用いられた（現在のびわこ競艇場の場所）。隧道を通り、暗渠となっている。

### 電力

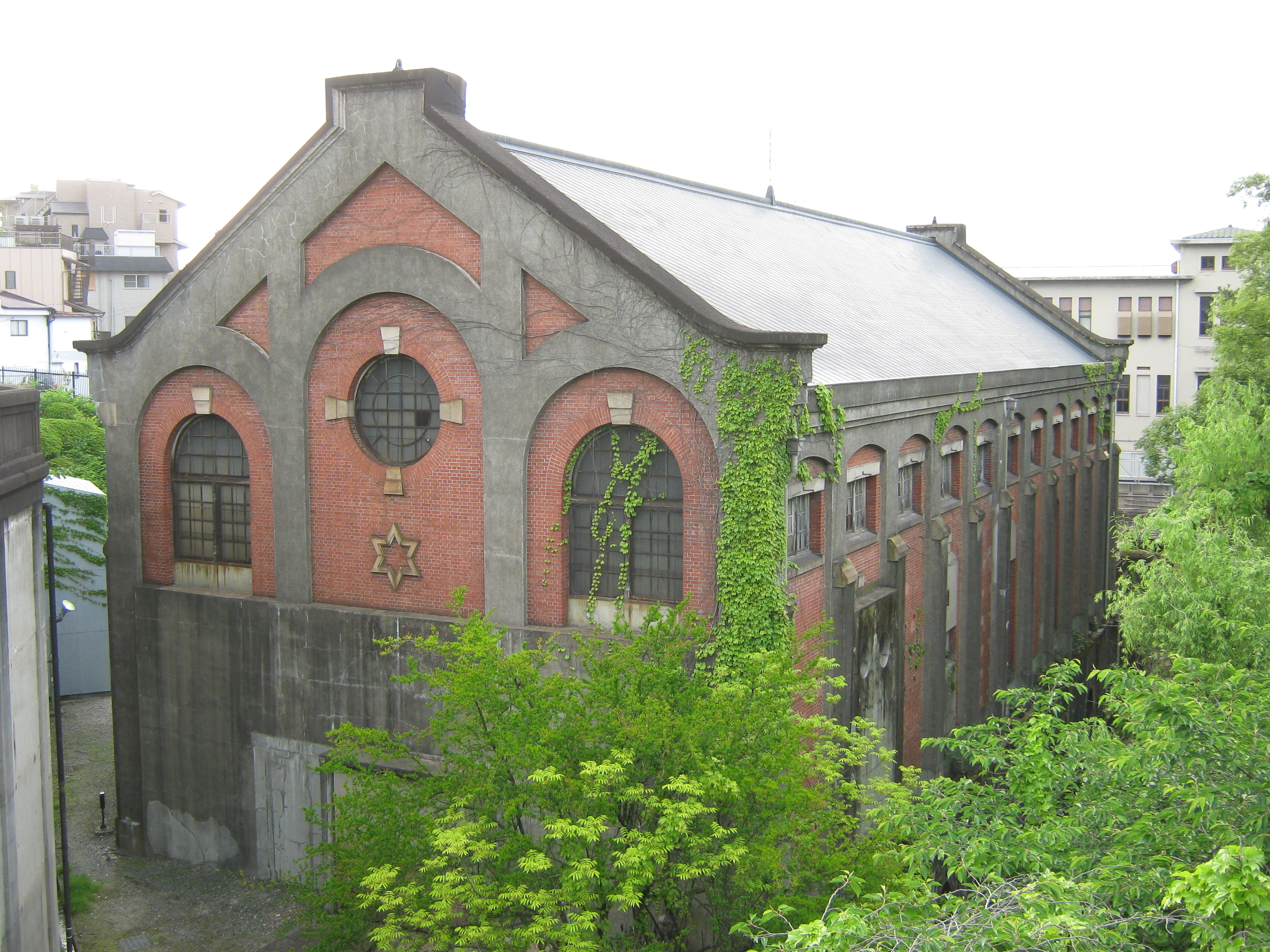
蹴上発電所、京都市左京区

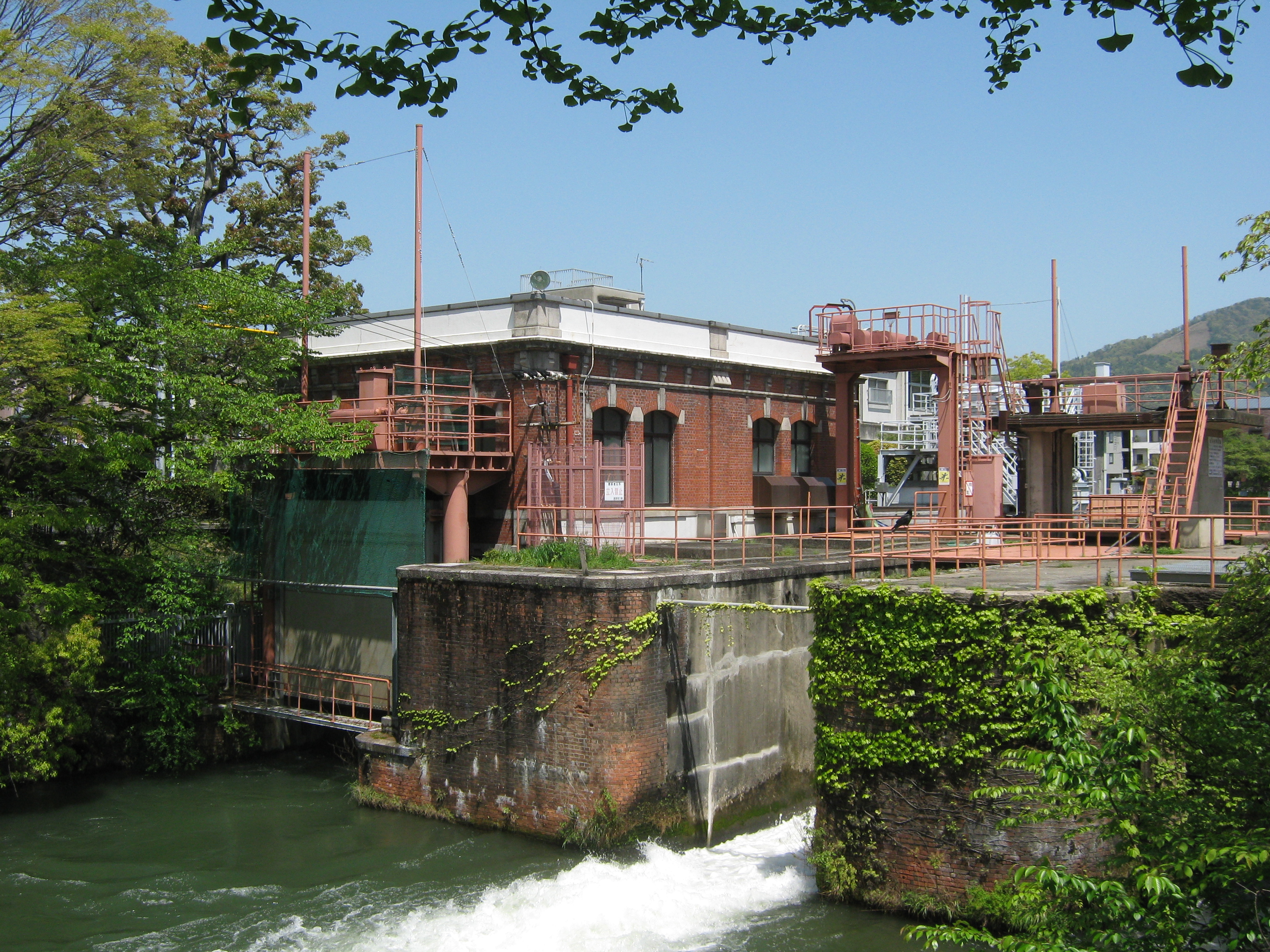
夷川発電所、京都市左京区

当初は蹴上南禅寺から鹿ヶ谷付近、現在の岡崎公園周辺に水車の動力を利用した工場を誘致、現在でいう工業団地を作る計画であった。『諮問案・起工趣意書』には「其一製造機械之事」として水車動力の採用が触れられている。しかし、田辺らのアメリカ視察で、水車の設置は京都の条件に合わないことが明らかになったため、蹴上に実用化されて間もない水力発電所を設置し市内に電力を供給するよう変更になった。蹴上発電所は第1疏水開通にやや遅れて、1891年（明治24年）に送電を開始した。この電力で蹴上インクラインの運転もすることになった。日本初の電気鉄道である京電の開業も需要家確保の側面もあった。毎月1日と15日は水路の藻刈りのため発電所が休止、電車も運休となっていた。
1914年（大正3年）には鴨東運河の夷川船溜に夷川発電所、また鴨川運河の深草墨染町に伏見発電所（現在の墨染発電所）も建設され、市営の電力事業として運転されていた。1935年（昭和10年）6月と8月の鴨川水害の復旧工事に併せて疏水の暗渠化に伴い塩小路発電所が計画されたものの、戦時体制で疏水の暗渠化と共に中止された。そして1942年（昭和17年）の配電統制令により関西配電に発電所を現物出資して市営事業としての幕を閉じた。2017年現在は3発電所とも関西電力所有の無人発電所となって発電を続けている。

### 舟運

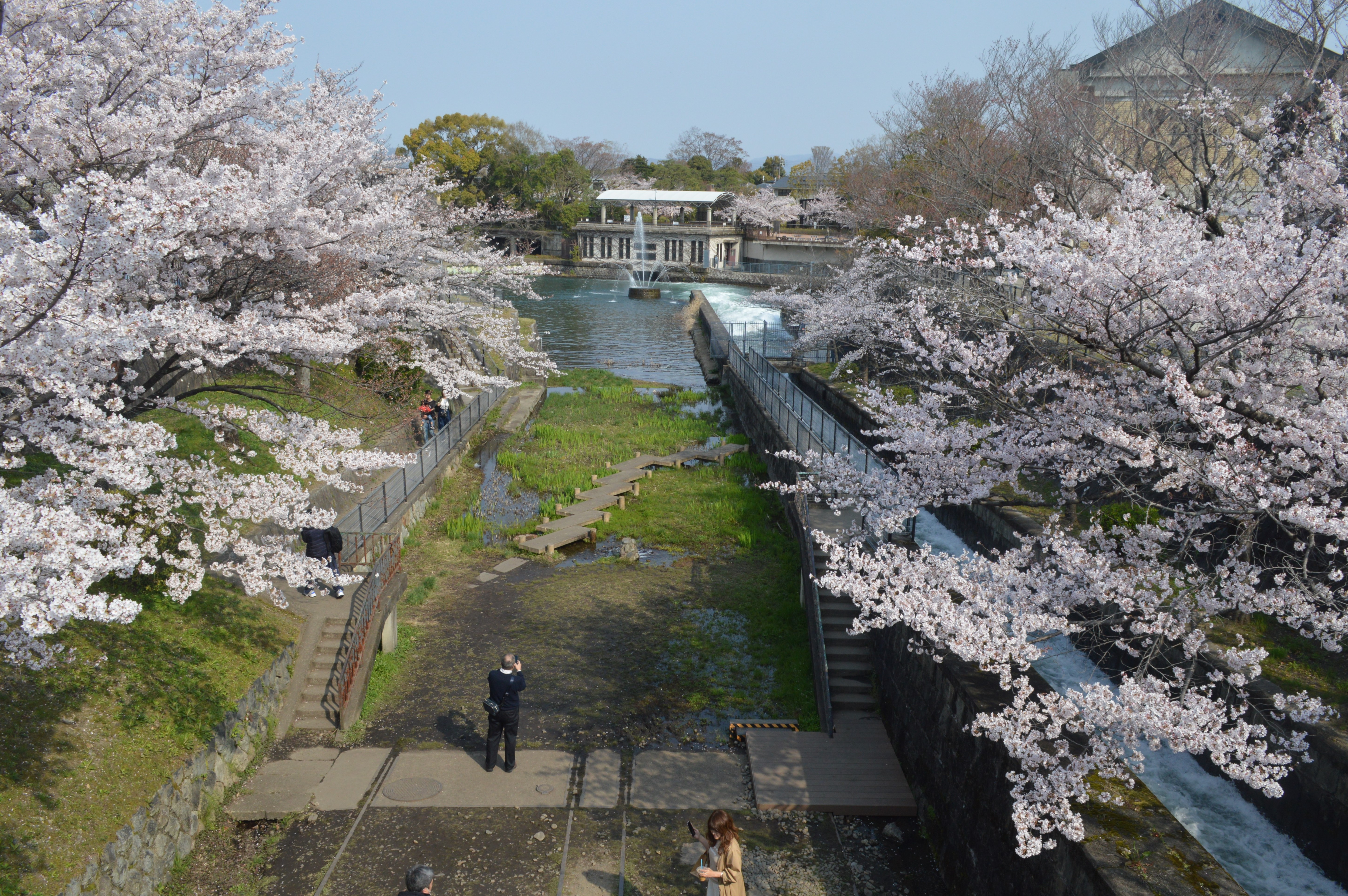
桜の開花時期の蹴上インクライン

舟運については、開通から十数年は客貨とも大いに利用された。これに用いられる疏水船は決められた大きさで動力はなく、トンネル内は水底がコンクリート製であるため通常より先の尖った棹を腋で抑えて進んだ。一度に30石（米75俵）を積んで1日で京都・滋賀間を往復し、積荷は大津から下りは米・薪、伏見からの上りは呉服・塩・砂糖などであった。『大津市史』によると、最盛期の1902年（明治35年）には延べ通船数が貨物14,647隻、客船21,025隻となっている。しかし競合陸運（主として鉄道）の発展により衰退し、伏見行き下りは1935年にゼロとなり、大津行き上り貨物は1936年以降なくなった。伏見行き下りは第2次世界大戦中に運航が再開されたが、1948年（昭和23年）には蹴上インクラインも運転を停止した。昭和期最後の舟運となったのは1951年（昭和26年）9月の、大津から山科までの砂利4.5tの輸送だった。
旅客は1891年（明治24年）に大津－蹴上の下りが1時間22分30秒で4銭、上りが2時間20分で5銭だった。並行する鉄道の京都－馬場が運賃上等50銭（往復75銭）、中等30銭（往復45銭）、下等15銭よりはるかに安く、馬車も8銭を6銭に値下げして競争したという。1911年（明治44年）には渡航およそ13万人を数えたが、翌年8月の京津電気軌道（現京阪京津線）の古川町－札ノ辻開業でおよそ4万7千人に減少した。1915年（大正4年）の京阪本線五条－三条の延長により電車で大津－京都市内－伏見が直結されると3万人台になり、唯一の渡航船会社、京近曳船は廃業した。戦後の1951年（昭和26年）に新会社が設立され屋形船が姿を現したが、同年冬の第1疏水取入口改造工事のため運航を停止した。
1959年（昭和34年）に伏見インクラインから、また翌年には蹴上インクラインから電気設備が撤去された。1963年（昭和38年）には四条－団栗の水面に駐車場が建設され、水運の機能は実質的に失われた。以後は生洲船や屋形船を使った料亭が見られたものの、2016年時点では観光目的の船が水面に浮かぶのみであった。
一方で、2013年の京都・大津市長が船下りに試乗したことなどを機に本格的な観光船復活の機運が盛り上がり、2018年に観光船が大津-蹴上間で運航された。2018年は春季（3月29日-5月28日）と秋季（10月6日-11月28日）で、火曜・水曜を除く。以降、春と秋に運航されている。2020年春シーズンは新型コロナの影響で大半を運休したが、秋シーズンは通常運行した。運航までの経緯については#観光船運航構想参照。

### 水道
『起工趣意書』には「其六井泉之事」として着工前から計画のあったことが窺われるが、実際に上水道に使うのは三大事業を待つことになった。『琵琶湖疏水（第2疏水）開削願書』 の「理由書」筆頭に挙げられ、「山紫水明」の地の井戸が実際には水質不良で水量も先の趣意書に見るように干天が続けば涸れるものであるので、琵琶湖の水でこれを解決するほかないとした。蹴上浄水場は蹴上船溜と三条通を挟んで向かいに建設された。現在は蹴上、新山科、松ヶ崎の浄水場が疏水から取水している（新山科は一部宇治川から）。

### 水路

#### 開通時

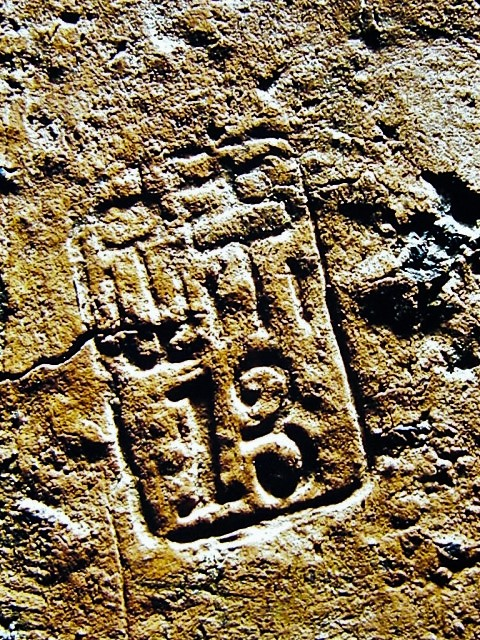
現在の京都市山科区に存在した琵琶湖疏水事務所煉瓦製造所で1886年～1889年にかけて製造され、建造に使用された煉瓦の刻印。

三保ヶ崎から冷泉の鴨川夷川出合までの完成時諸元は以下の通り。分線を含む総延長10620間 (19307m)。トンネル3、船溜6（四宮（重箱）・諸羽・日ノ岡・蹴上・南禅寺・聖護院）、橋梁28、暗渠10、閘門2（大津、夷川）、水越場（越流堰）5、放水場4。断面は大津閘門から東（上流）が上36尺 (10.9m) 下20尺 (6m) 深さ18尺 (5.5m)、以西が上21尺 (6.4m) 下14尺 (4.2m) 深さ7尺 2.1m)。開渠区間は4つに分け、大津、藤尾、山科、鴨東各運河と称した。
大津運河は取水口から湖面を埋め立てた京都築地102間 (185.5m) と大津閘門を経て第1トンネル東口までの掘割300間 (545m)。
藤尾運河は第1トンネル西口から520間 (945m)。
山科運河は藤尾運河終点から第2トンネル東口まで1753間 (3187m)、第2トンネル西口から第3トンネル東口まで145間 (264m)、第3トンネル西口から蹴上インクラインまで92間 (167m) の計1990間 (3618m)。
蹴上インクライン320間 (581.82m) をはさんで
鴨東運河は南禅寺船溜から鴨川出合まで延長998間 (1.81km) 水面幅10間 (18m) 深さ5-7尺 (1.5-2.1m)、夷川閘門から下流では深さ10尺 (3m)。当初、鴨川につながっていた第1疏水は鴨川運河につながっている。これにより淀川につながり、大阪までの舟運が可能となり、産業を発展させた。
分線は開通時は蹴上から小川頭までで諸元は以下のとおり。総延長4615間1分9厘 (8390.4m) うち水路閣307尺5寸 (93.2m)、トンネル3、サイフォン1（白川道、現志賀越道。このサイフォン方式で賀茂川の下を潜り抜けている）、木製伏せ樋（地下導水管）2（高野川に長90間 (164m)、賀茂川に長120間 (218.16m)。両者とも後にコンクリート製に改修されたが、昭和10年の鴨川大水害の後の賀茂川・高野川改修で川床が掘り下げられた際に撤去され、同時に水路も分断された）。かつては、堀川とそのそばの小川（コカワ）につながっていたという。小川はかつては西高瀬川までつながっていたが、現在は埋め立てられている。
鴨川運河は鴨川夷川出合から伏見堀詰までで完成時諸元は以下のとおり。
総延長4920.48間 (8945.45m)、うち掘割3870.38間 (7036m)、築立1050.10間 (1909.09m)。また平均勾配1:4000、幅19.8尺 (6m)、水深3.3-3.96尺 (1-1.2m)。
附属施設は閘門8（仁王門・孫橋・三条・四条・松原・五条・正面・七条）、橋梁40、暗渠5、筧3、堰止3、インクライン1、船溜3。

#### 三大事業関連
第2疏水は完成時の延長4079間2分 (7416m)、現在の公称値7423m、5本のトンネル（小関1471間 (2674m)・柳山358.3間 (651m)・安祥寺山406間 (738m)・黒岩121間 (220m)・日ノ岡499間 (907m)）とそれらの間の埋め立て水路1193.74間 (2170m)、途中四宮の開水路30間 (54.5m)。取水量毎秒550立方尺 (15.30m3/s) 。第１疏水と合わせると水量が3倍近くに増えるため、鴨東運河、鴨川運河も合わせて改修された。
鴨東運河は水深を8.91尺 (2.7m) に、また夷川船溜から鴨川出合まで北側に並行して延長134間2分 (73.7m)、幅19.8尺 (6m) の白川放水路を新設。
鴨川運河は鴨川出合－伏見土橋の5372間2分 (9766.7m)、うち旧運河部分（当初開通の堀詰まで）4922間2分、旧伏見城残濠450間 (818m)。幅は19.8尺 (6m) を42尺 (12.7m) に拡幅、水深3.3尺 (1m) は伏見上船溜まで7.92尺 (2.4m)、下船溜から堀詰まで5.61尺 (1.7m) にした。
夷川発電所、伏見発電所はこの改修では準備工事のみ行われ、本体は追加工事として大正3年に完成した。

#### 放水路新設
1931年、津知橋下流から新高瀬川へ延長およそ900mの伏見新放水路が完成し、伏見新放水路起点と濠川の間の鴨川運河本線に伏見制水門と伏見閘門が設けられた。伏見制水門を閉鎖することにより、洪水時に伏見の町中の被害を避けることが可能になっている。 

#### 湖西線建設による改築
日本国有鉄道（当時）の湖西線建設により、第1トンネルと第2疏水トンネルが長等山トンネルと交差し、また諸羽地区で開水路の一部に支障を来すため改修、経路変更が行われた。交差部はトンネルの補強を行い、経路変更は総延長628m（うち諸羽トンネル522m）で約260mの短縮となり、勾配がこの区間のみ1,800分の1となった。

#### 暗渠化
鴨川左岸堤防上に敷設されていた京阪電気鉄道京阪本線（塩小路通との交差部-三条駅）の地下化および鴨川電気鉄道の三条駅-出町柳駅建設、川端通の延長と一体として、塩小路通以北の鴨川運河の改修と大部分の暗渠化が実施され、京阪鴨東線は1989年（平成元年）10月5日、地下線により開業した。
暗渠化の計画は1935年（昭和10年）6月26日と8月10日に連続して発生した京都大水害で溢れかえった水が、京阪本線の走る堤防を超え疏水を超えて鴨東地区を浸水させた。この水害で鴨川の洪水対策として川底の掘り下げと併せて川幅の拡幅が計画された。しかし拡幅には京阪本線と疏水（鴨川運河）が支障になったことから、京阪本線を琵琶湖疏水の地下に通すとともに、疏水も京阪本線の東側に直径4m送水管を建設して送水し、塩小路付近に水力発電所を建設することが計画された。しかし太平洋戦争で計画は頓挫、鴨川の川底の掘り下げと橋の架け替えが1947年（昭和22年）ごろまで続けられた。
1965年（昭和40年）頃に四条通から松原通にかけての区間で疏水の上に駐車場が整備された。その後さらにモータリゼーションが進み、京阪本線と交差する踏切での慢性的な交通渋滞、東大路通・河原町通の渋滞対策として京阪本線と疏水を地下化し、その上に川端通を敷設することが計画された。1975年10月24日都市計画決定を受け、1977年6月10日事業認可、1978年5月25日京都市と京阪電気鉄道との工事提携が締結され、1979年3月20日着工された。京阪本線の地下化工事は2度にわたるオイルショックの影響を受け工事は遅れ、1987年5月24日に京阪本線は地下化され、その1年後の1988年5月10日に川端通が開通した。鴨東線の建設については別会社（鴨川電気鉄道）で計画・鉄道建設公団が着工、琵琶湖疏水の下を建設するための河川法関係の諸手続きが1984年4月に終わり同年11月に着工した。鴨東線区間部分の疏水について、暗渠化されているのは一部であり、大部分は開渠となっている。
鴨川運河については、この工事期間中も仮設水路を造り、墨染発電所への発電用水は止めることなく送り続けられた。

#### その他の改修
トンネル内壁の補修、水路のコンクリート化、漏水部分の補修などは継続的になされている。最近では2008年（平成20年）に、水路閣の橋台の煉瓦部分の亀裂が発見、緊急に防護工事を実施する事が決まった。。
1990年代に、京都市が「第2疏水連絡トンネル」の建設に着手したが、疏水の滋賀県側トンネル口上部に敷地がある園城寺（三井寺）側が「地下水脈が涸れるおそれがある」などとして訴訟を起こした。三井寺側は敗訴を繰り返したが、その都度、訴訟理由を変更して訴え続け、訴訟は約20年にも及んだ。最終的に2013年4月に大阪高裁で、地上部分の所有権が三井寺側にあると認める一方、疏水の上下5m部分の所有権を京都市側にあると認め、さらに京都市は、疏水の維持管理のため地上部分を無償で使用して良いとの内容で和解が成立した。
同じ区間の距離が時代によって異なるのは、起点・終点・基線の変化、移管、経路変更などが考えられる。

### 年表
『琵琶湖疏水の100年』による。
- 1881年（明治14年）1月19日　北垣国道京都府知事に就任（2月着任）、琵琶湖疏水の検討をはじめる

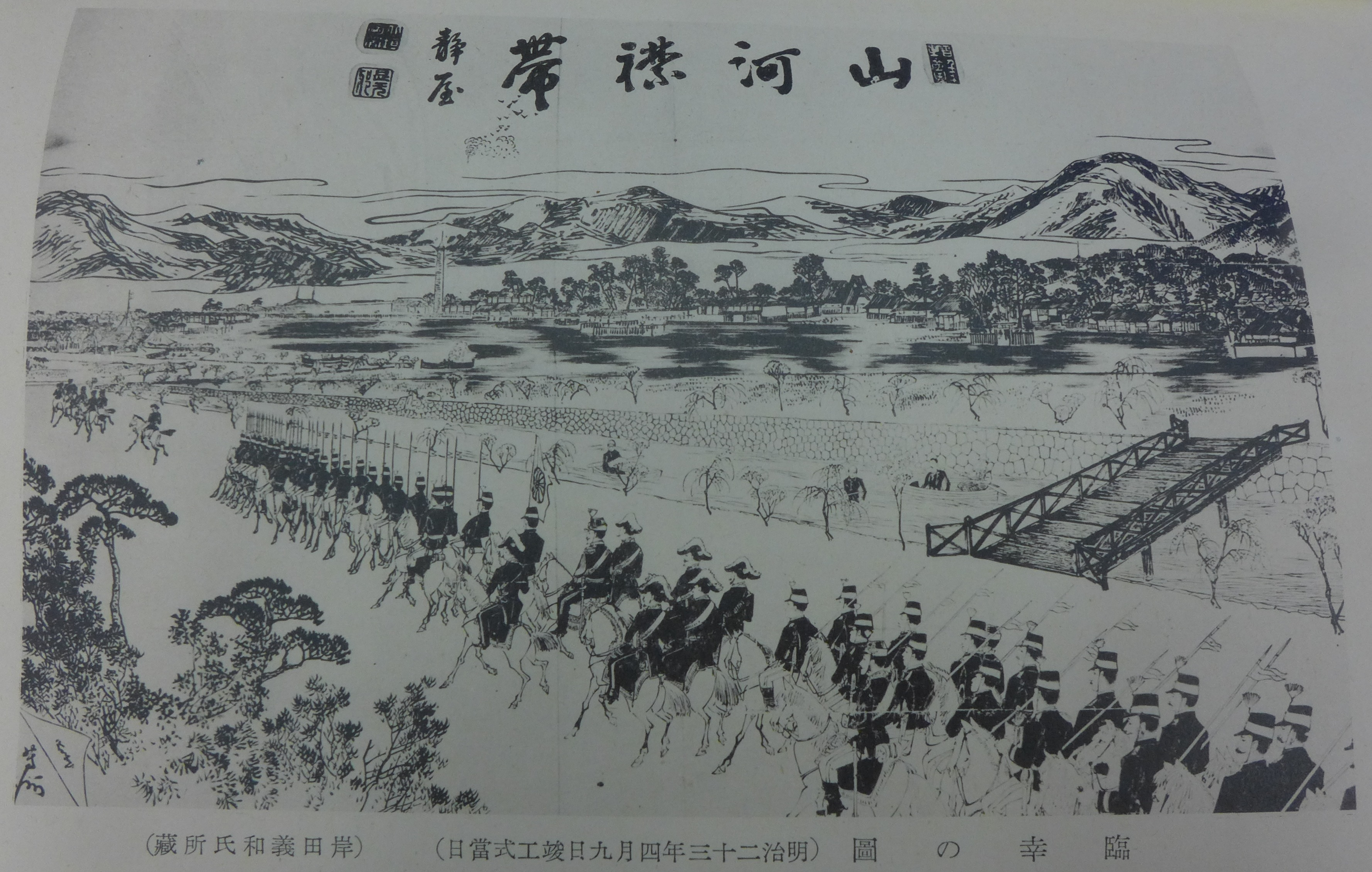
1890年（明治23年）4月9日竣工式当日、明治天皇・皇后御臨幸の列の図

- 1883年（明治16年）5月22日　田邉朔郎京都府御用掛に採用（7月京都着）
- 1883年（明治16年）11月　勧業諮問会に起工趣意書提出[13]
- 1885年（明治18年）1月29日　琵琶湖疏水起工の特許を指令
- 1885年（明治18年）6月2日　起工式（8月6日　第1トンネル竪坑より着工）
- 1889年（明治22年）2月27日　第1トンネル貫通
- 1890年（明治23年）3月　通水試験
- 1890年（明治23年）4月9日　竣工式
- 1890年（明治23年）6月14日　鴨川運河起工許可

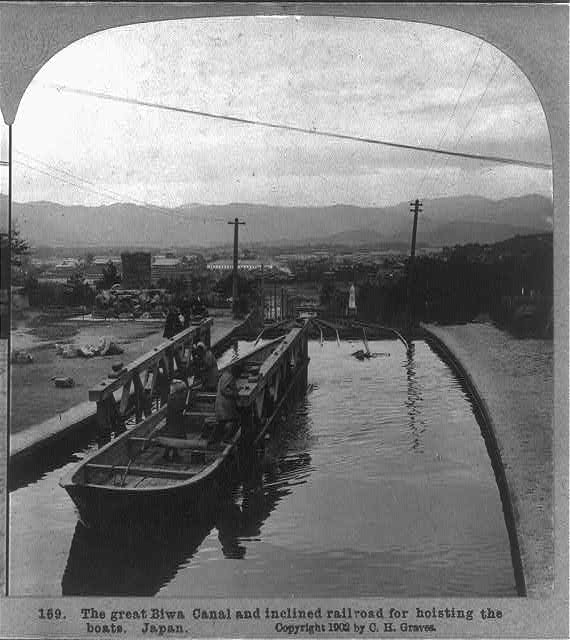
1902年（明治35年）のインクラインと船

- 1891年（明治24年）5月　蹴上発電所完成（11月送電開始）

- 1891年（明治24年）11月　蹴上インクライン運転開始（12月26日営業開始）
- 1892年（明治25年）11月25日　鴨川運河着工（1894年（明治27年）9月25日　疏通式、1895年（明治28年）1月10日　通船開始）
- 1895年（明治28年）2月1日　京都電気鉄道開業
- 1895年（明治28年）3月10日　伏見インクライン完成
- 1896年（明治29年）7月29日　夷川船溜で武徳会（現京都踏水会）水泳講習開始
- 1906年（明治39年）3月19日　第2琵琶湖疏水工事認可
- 1908年（明治41年）2月10日　水道敷設認可
- 1912年（明治45年）4月1日　水道給水開始
- 1914年（大正3年）4月7日　夷川発電所完工（4月8日使用開始）
- 1914年（大正3年）5月14日　伏見発電所完工（5月22日使用開始）
- 1924年（大正13年）12月　松ヶ崎浄水場建設開始（1927年（昭和2年）6月　完成）

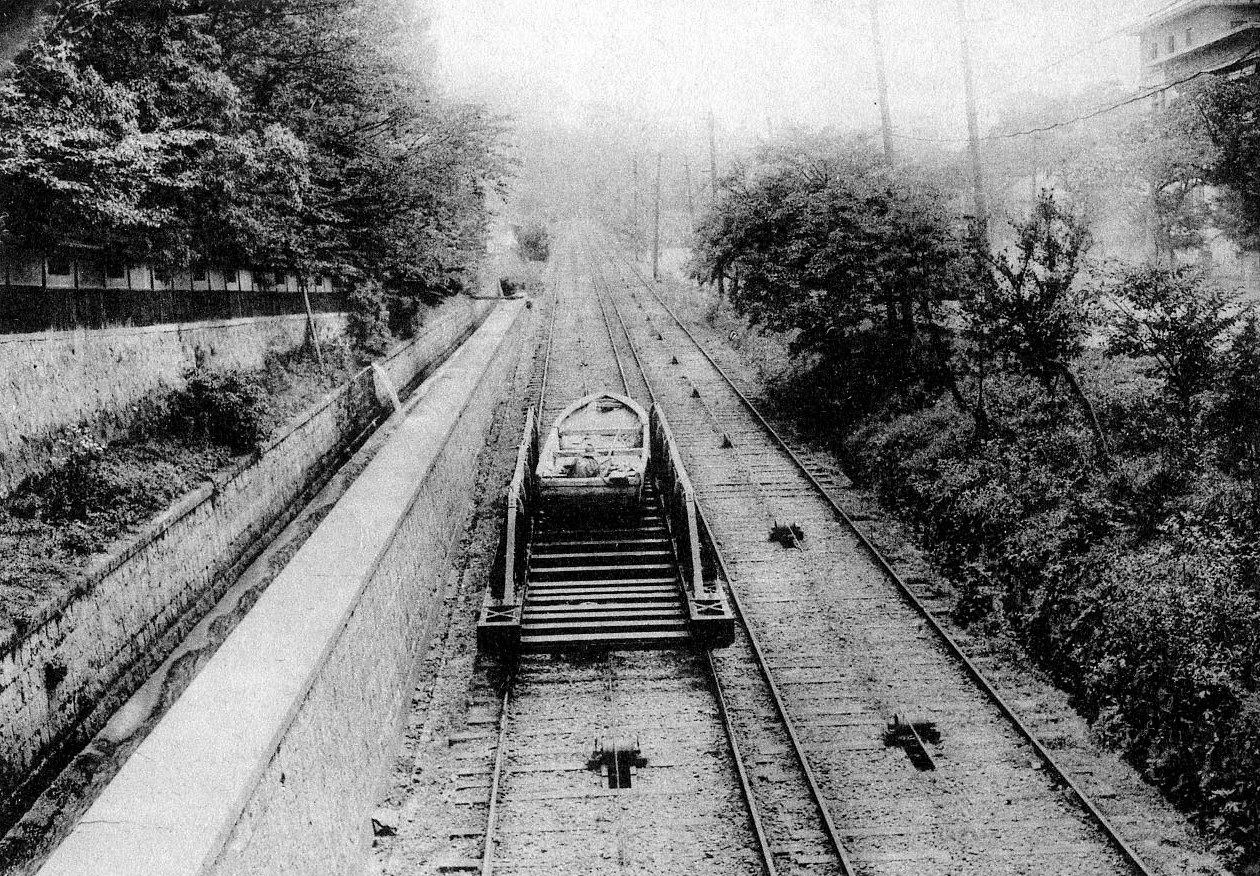
1940年（昭和15年）頃の琵琶湖疏水蹴上インクライン。南禅寺入口から見上げる。

- 1931年（昭和6年）3月28日　伏見閘門、新放水路完成式
- 1935年（昭和10年）　鴨川運河し尿船のみとなる
- 1936年（昭和11年）3月31日　蹴上インクライン船枠新造、改造
- 1936年（昭和11年）8月　山科浄水場一部完成、給水開始[48]
- 1936年（昭和11年）　疏水運河上り大津行き貨物なくなる
- 1940年（昭和15年）3月　山科浄水場新設
- 1942年（昭和17年）4月1日　配電統制令により3発電所他の市営電気事業を関西配電に現物出資
- 1943年（昭和18年）8月13日　伏見インクライン休止
- 1945年（昭和20年）10月23日　伏見浄水場給水開始
- 1948年（昭和23年）11月26日　蹴上インクライン休止
- 1949年（昭和24年）5月25日　九条山浄水場（旧防火用御所水道を転用）完成
- 1950年（昭和25年）11月　松ヶ崎浄水場導水管整備工事完成。ほぼ分線に沿った埋設管路とする
- 1951年（昭和26年）12月19日　疏水分線賀茂川－堀川を水道局から土木局に移管
- 1959年（昭和34年）3月　伏見インクライン電気設備撤去
- 1960年（昭和35年）3月31日　蹴上インクライン電気設備撤去
- 1961年（昭和36年）8月1日　疏水分線白川道（志賀越道）から下流を土木局に移管
- 1964年（昭和39年）7月29日　山ノ内浄水場給水開始（1966年（昭和41年）11月25日完成）
- 1966年（昭和41年）3月28日　伏見インクライン跡地売買契約（1968年（昭和43年）1月着工。跡地は国有化され、大阪万博事業の1つとして1970年（昭和45年）3月に国道24号伏見バイパスが開通）
- 1968年（昭和43年）8月6日　蹴上から取水の新山科浄水場一部完成、給水開始
- 1968年（昭和43年）　湖西線との立体交差部分トンネル補強工事
- 1969年（昭和44年）3月　山科浄水場・伏見浄水場が休止（山科浄水場は1970年（昭和45年）廃止。伏見浄水場は1977年（昭和52年）10月廃止）
- 1969年（昭和44年）9月　諸羽トンネル着工（翌年5月末完成）
- 1970年（昭和45年）11月　新山科浄水場完工
- 1972年（昭和47年）3月　哲学の道開通式
- 1973年（昭和48年）3月30日　山ノ内浄水場取水点変更認可（夷川から蹴上へ）。その後送水管敷設のため蹴上インクラインのレールをはがす
- 1977年（昭和52年）5月10日　蹴上インクライン復元（形態保存）完成式
- 1978年（昭和53年）2月10日　京阪本線地下化関連の疏水（鴨川運河）改築認可。冷泉通－塩小路通全面改築、孫橋通－塩小路通を暗渠に
- 1987年（昭和62年）10月15日頃　改築部分の停水（翌年4月15日　通水開始）
- 1989年（平成元年）3月31日　鴨川運河改築工事完成
- 1989年（平成元年）8月1日　琵琶湖疏水竣工100周年記念事業の一環として琵琶湖疏水記念館開館
- 1996年（平成8年）6月　国の史跡に指定
- 1999年（平成11年）12月　第2疏水連絡トンネル竣工
- 2018年（平成30年）3月　旅客向け通船再開
- 2020年（令和2年）6月: 日本遺産に認定[49]。
- 2021年（令和3年）9月28日: 土木学会選奨土木遺産に認定された[50][51]。
- 2025年（令和7年）5月16日　琵琶湖疏水施設16所4基4棟の国の重要文化財への指定の答申、うち4所1基の国宝への指定の答申（官報告示を経て正式指定となる）[2]。
  - 重要文化財指定予定16所4基4棟：大津閘門及び堰門、大津運河、第一隧道、第二隧道、第三隧道、安朱川水路橋、第一〇号橋、第一一号橋、インクライン、夷川閘門、南禅寺水路閣、第五隧道、第六隧道、日岡隧道、新旧両水連絡洗堰、合流隧道、蹴上放水所、七瀬川放水所、蹴上浄水場第一高区配水池、旧御所水道大日山水源地喞筒所、蹴上発電所旧本館、夷川発電所本館、伏見発電所本館、本願寺水道水源池
  - うち国宝指定予定4所1基：第一隧道、第二隧道、第三隧道、インクライン、南禅寺水路閣

## 現状
琵琶湖疏水を通して年間2億トンの琵琶湖の湖水を得ている京都市からは「琵琶湖疏水感謝金」として、2015年から10年にわたって年間2億3千万円が滋賀県へ支払われる契約が締結されている。2025年2月には、引き続き2025年度からの10年間の支払期間更新で、両府県が合意した。過去、大正時代には発電用水利使用料として徴収されたが、政府から「収入の少ない地方公共団体から使用料を徴収しないように」との通達を受け、寄付金となった。1947年に琵琶湖疏水感謝金という形での契約が滋賀県と京都市の間で結ばれた。これは法的な根拠なくあくまでも感謝金であり、滋賀県も「山の植林・間伐・林道整備など、水源地となる山の保護事業に使っている」としている。感謝金額の査定は10年ごとに物価変動を考慮して滋賀県と京都市が相談して決定される。前契約では琵琶湖疏水感謝金は年間2億2千万円とされていた。
2024年現在、京都市では小学校の4年生の授業で琵琶湖疏水について教えられる、

### 第1疏水

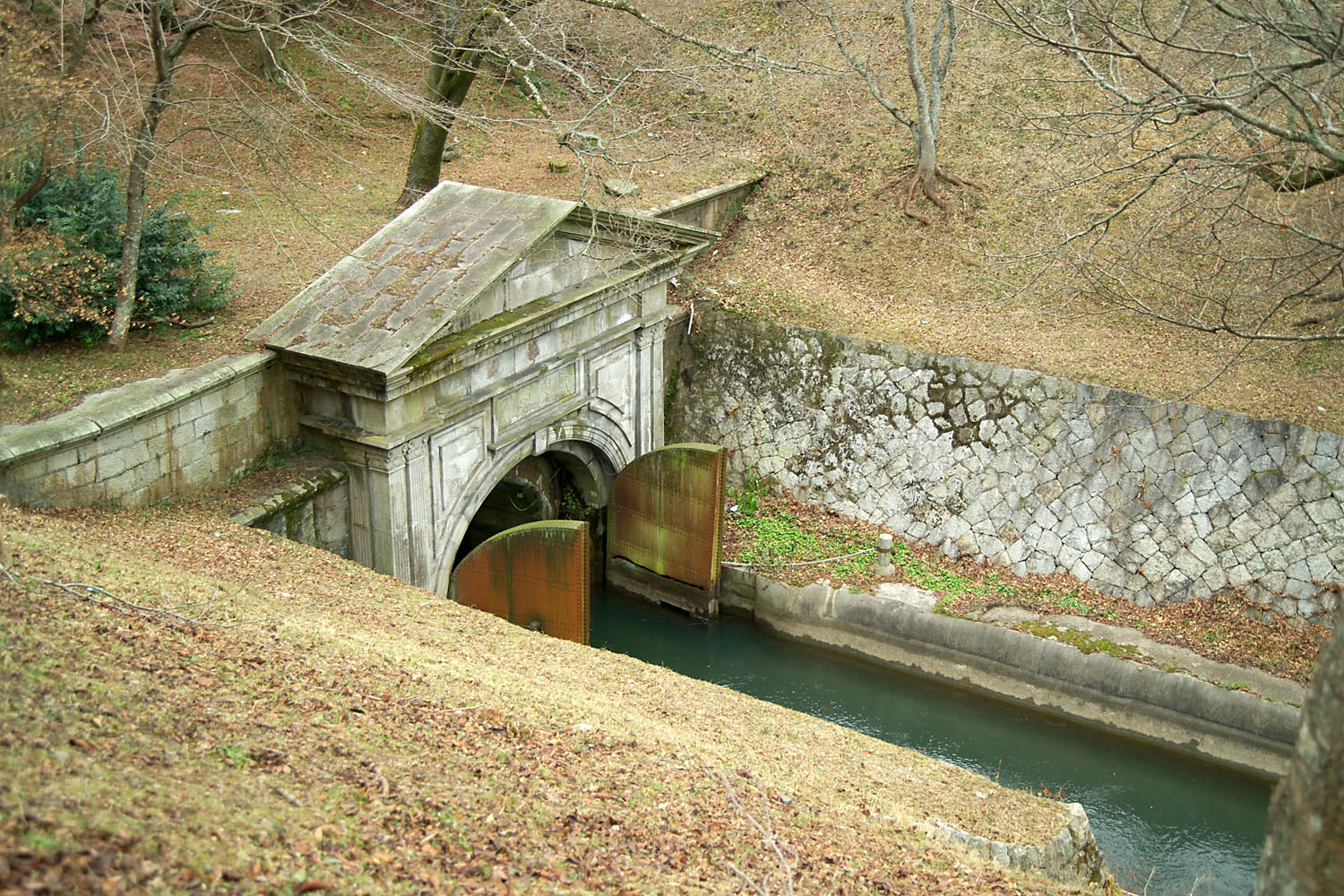
大津市の第1トンネル東口

#### 大津－蹴上間
大津市三保ヶ崎の取水口から、琵琶湖国定公園内の長等山の山裾を第1トンネルで抜け、滋賀県から京都府に入る。この第1疏水の京都市山科区の部分を山科運河と称することもある。山科盆地の北辺に沿って東から西へ、諸羽、第2、第3各トンネルを抜け、蹴上に出て第2疏水と合流する。
蹴上の合流点は船溜になっており、かつてはここから南禅寺船溜までの間、船はインクラインに載せられていた。また、蹴上浄水場、新山科浄水場、蹴上発電所の取水もここで行われる。
合流トンネルを出た疏水は本線と分線に分岐する。

#### 鴨東運河・鴨川運河
本線は蹴上船溜から蹴上発電所を経由し南禅寺船溜に放水される。白川としばらく流路を共用して、夷川ダム、夷川発電所を経て鴨川東岸に達する。以後、鴨川東岸（左岸）を塩小路までは川端通下を暗渠で、以後は開渠となり鴨川を離れて墨染ダム、墨染発電所に至る。墨染ダムからは伏見インクライン（国道24号の拡幅用地に転用され現存せず）を経て伏見区堀詰で旧伏見城外堀の濠川につながり、ここを本線の終点とする。この先、旧伏見港、三栖閘門を経て宇治川に放水する。もしくは終点やや上流の津知橋付近で疏水放水路・東高瀬川の経路も作られている。このうち、南禅寺船溜から冷泉の田辺橋の鴨川出合までを鴨東運河（おうとううんが）と称して開通時のもの、鴨川出合より下流の部分を鴨川運河と称して後の事業によるものである。

### 疏水分線
蹴上からは北に向かう疏水分線が分岐している。南禅寺の境内を水路閣で跨ぎ、法然院・慈照寺（銀閣寺）西方を通り北進。若王子神社から慈照寺（銀閣寺）付近までの疏水分線の堤は哲学の道として昭和後期に整備されている。その後700mほど今出川通と並走し、白川と志賀越道を短いサイフォンでくぐった所で京都市上下水道局から建設局へ管理が変わり、都市河川の扱いとなる。再び北進した後、高野から堀川まで緩やかな放物線を描くような流路を進む。高野川をくぐり、以前は分線から取水していた松ヶ崎浄水場を過ぎ、北泉通付近を頂点に南西へ方向を変え下鴨中通手前で開渠区間は終わり、後は暗渠となって賀茂川に放水する。開通当時は賀茂川を伏せ樋でくぐった後、現在の紫明通に沿って西進した先の小川頭（堀川の支流の小川が流れていた地点で現在の紫明通小川）を終点として、小川を通じて堀川に放水する形だったが、戦後の紫明通の拡幅工事や下水道の整備などにより疏水と小川は埋め立てられ、堀川も平時はほぼ水のない下水の緊急放水路となっていた。その後2009年（平成21年）3月に、賀茂川以西は紫明通の広い中央分離帯から堀川通（ここは本来の疏水の経路ではないが）も併せて、ポンプと地下導水管で賀茂川越しに疏水分線の水を引き入れ、親水公園「せせらぎ水路」として開渠水路を復活整備している。

### 第2疏水
第2疏水は第1疏水と同じく三保ヶ崎で取水した後、ほぼ全線トンネルと埋立水路（暗渠）となっており、蹴上で第1疏水と合流する。水道水源としての利用にあたり汚染を防ぐための全線暗渠とされる。琵琶湖総合開発計画による水位低下に対応して、第2疏水連絡トンネルが建設された。第2疏水は京都市三大事業の一環として行われ、京都市岡崎にある琵琶湖疏水記念館で資料を確認することが可能。

### 水力発電

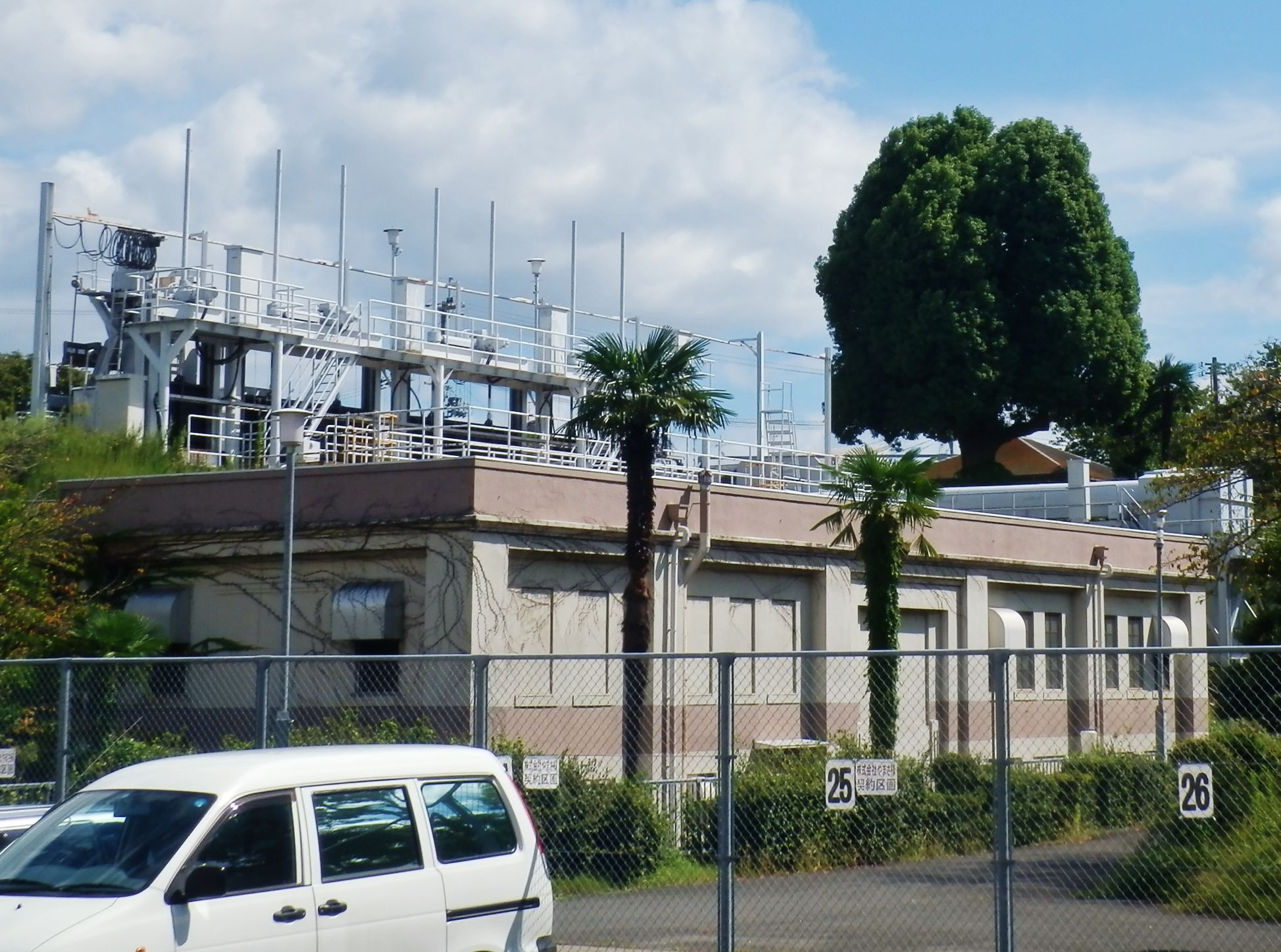
墨染発電所

琵琶湖疏水には建設時に作られた3つの発電所が、第二次世界大戦での戦時統合により関西電力の蹴上発電所 (4,500kW)、夷川発電所 (300kW)、墨染発電所 (2,200kW) となっている。また京都市が蹴上のインクライン横の水路に出力19kWの小型水力発電機を設置して電力会社への販売を計画している。

## 土木技術

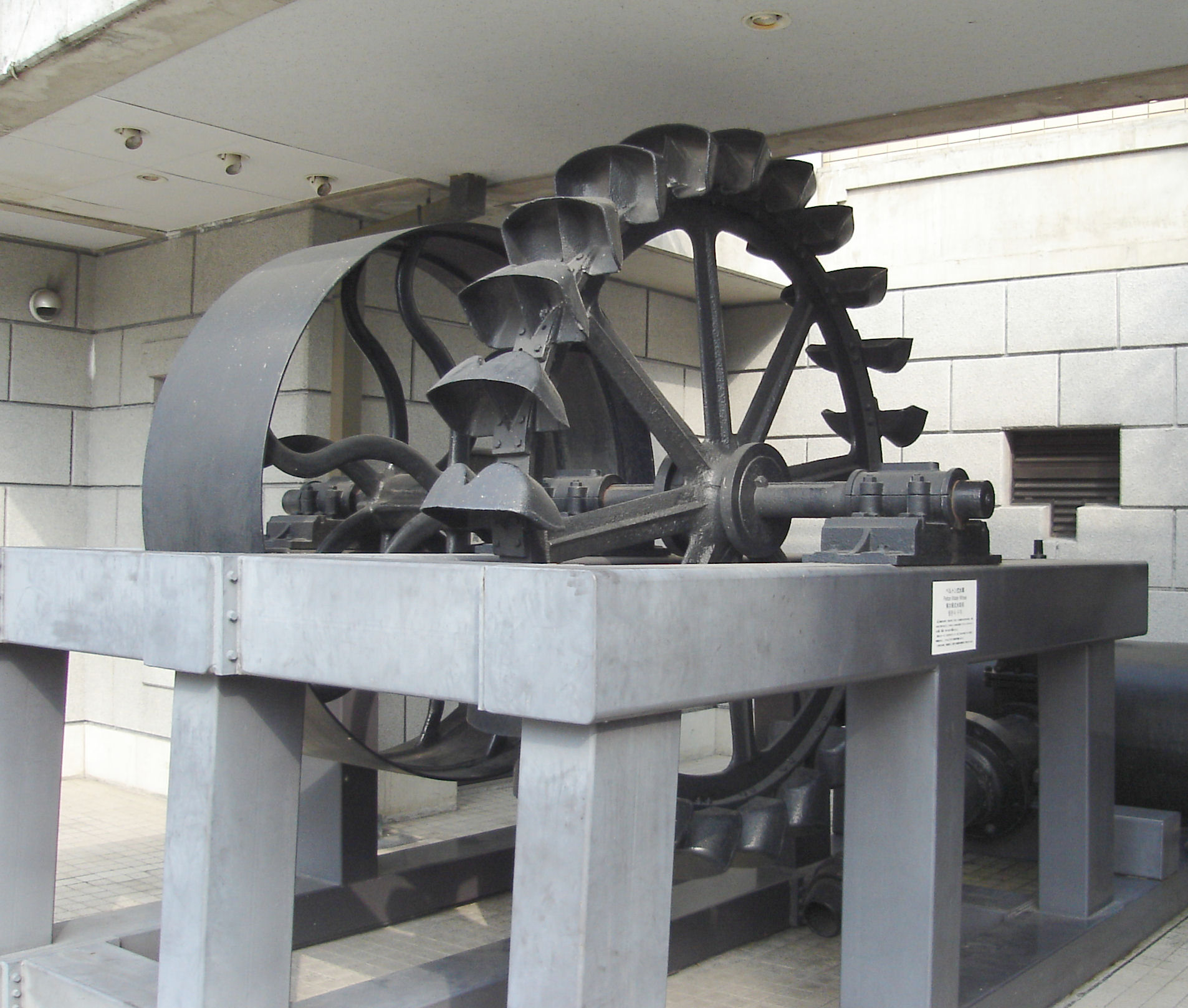
旧蹴上発電所で使用のペルトン水車

安積疏水など先行する近代水路がオランダ人などのお雇い外国人の指導に依ったのに対し、琵琶湖疏水は日本人のみで完成された。また、日本で初めての技術も多数取り入れられており、近代化遺産として非常に価値が高い。
経済産業省の産業遺産活用委員会は、琵琶湖疏水関連施設を含む「京都における産業の近代化の歩みを物語る琵琶湖疏水などの近代化産業遺産群」を平成19年度（2007年度）近代化産業遺産33のひとつに認定している。
公益社団法人土木学会は、「琵琶湖疏水の発電施設群」（蹴上発電所，夷川発電所，墨染発電所）を平成13年度（2001年度）選奨土木遺産に認定している。 
第1トンネル
完成当時日本最長で、竪坑（シャフト）を使って掘られた（鉱山以外の）トンネルの日本初のものである。これによって切羽の数を増やし工期短縮と完成後の通風を狙った。第1竪坑の工事は乏しい光源の下で2、3人掛り（竪坑の大きさ故にそれ以上の人数が入れなかった）の手掘り（小規模ながらダイナマイトも使用された）で行われたが、想定以上の岩盤の硬さと、湧水を人力で汲み上げるなどの人力に頼らざるを得なかった当時の技術が原因の過酷な重労働、出水事故などにより工事は難航。ポンプ主任の自殺を発端として事故などで殉職者が多発し、その数は17人（病死者や下請けを含まず）を数えた。結局、47mの竪坑は196日間かかって完成した。蹴上舟溜横の公園にはこの工事による殉職者への慰霊碑が立てられている。第2竪坑は第1トンネル西口の採光、換気のためのものである。
蹴上発電所
インクラインのある場所の落差の有効活用法として作られた物で、日本で初めての事業用水力発電所であり世界的に見ても当時有数のものであった。開設当時に使われていたペルトン水車が琵琶湖疏水記念館に展示されている。当初は水車を用いる予定であったが主任技師の米国視察の結果、水力発電を行うことになった。工場の機械化、路面電車に利用され、京都市の発展に資した。
蹴上浄水場
急速濾過式を採用した日本で初めての浄水場である。
インクライン
高度差を越えて水運を可能にするため、ケーブルカーのように走る鉄道であるインクラインが日本初の施設として建設された。蹴上と南禅寺の船溜を結ぶ蹴上インクラインは当時世界最長という。下流の伏見にも鴨川運河の建設のときに設置された。蹴上のものは運転休止後に放置され、1978年に山ノ内浄水場の取水管敷設のためレールが撤去されたが、地元の運動もあって後に形態が復元され、1996年に水路閣などと共に国の史跡に指定された。伏見のものは国道24号拡幅用地に転用され現存しない。
蹴上インクラインの下を通っているトンネルのアーチ部分の目地は水平でなく、ねじるような形で煉瓦が積まれており「ねじりまんぽ」と呼ばれている。田邉朔郎も参考にした工科大学の教科書『ランキン氏土木学』に掲載の「斜歪穹窿 (skew arch)」の実地試験という。
第11号橋
1903年（明治36年）7月に日本で初めてつくられた鉄筋コンクリート橋である。

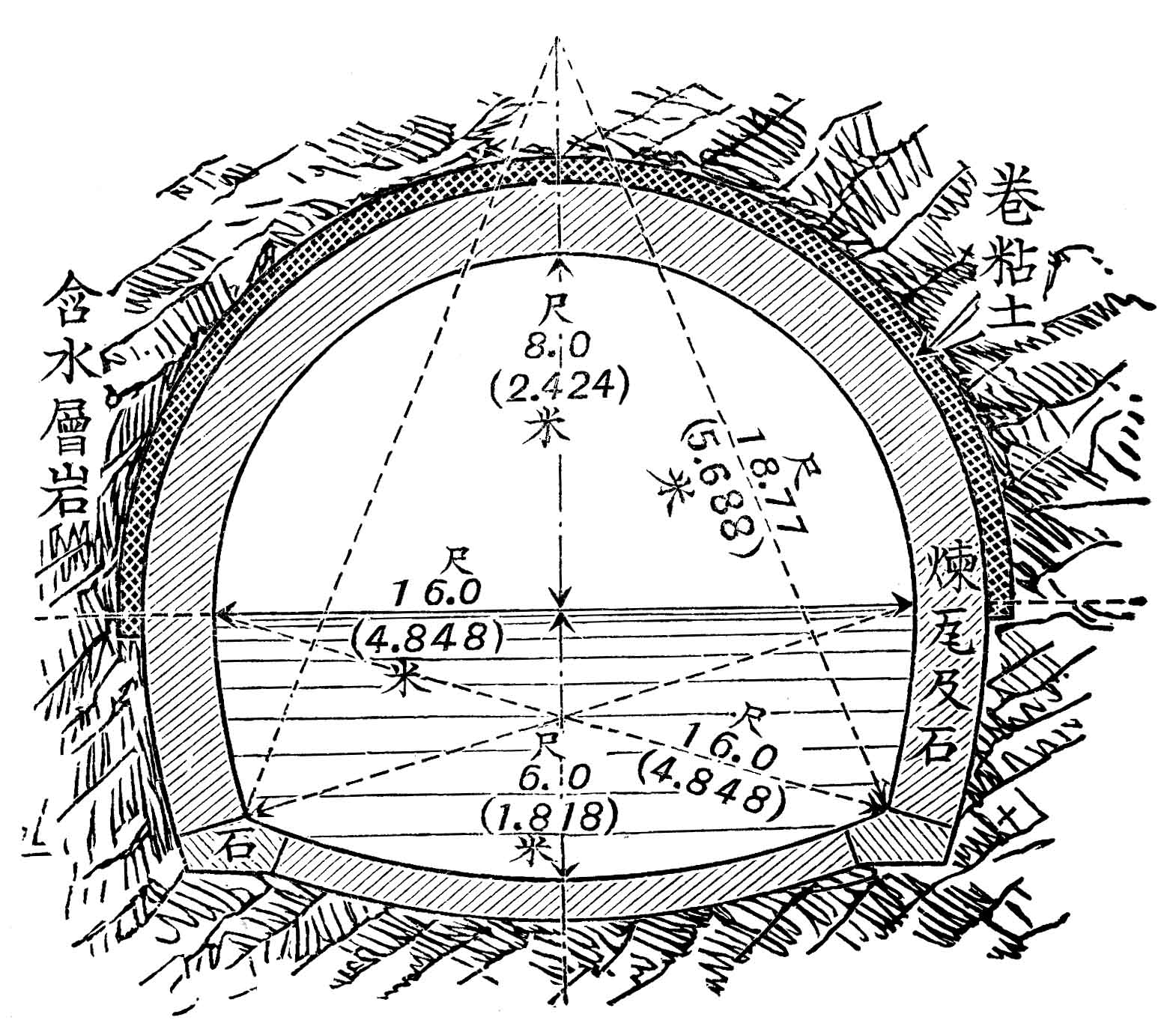
第1疏水第1トンネル断面
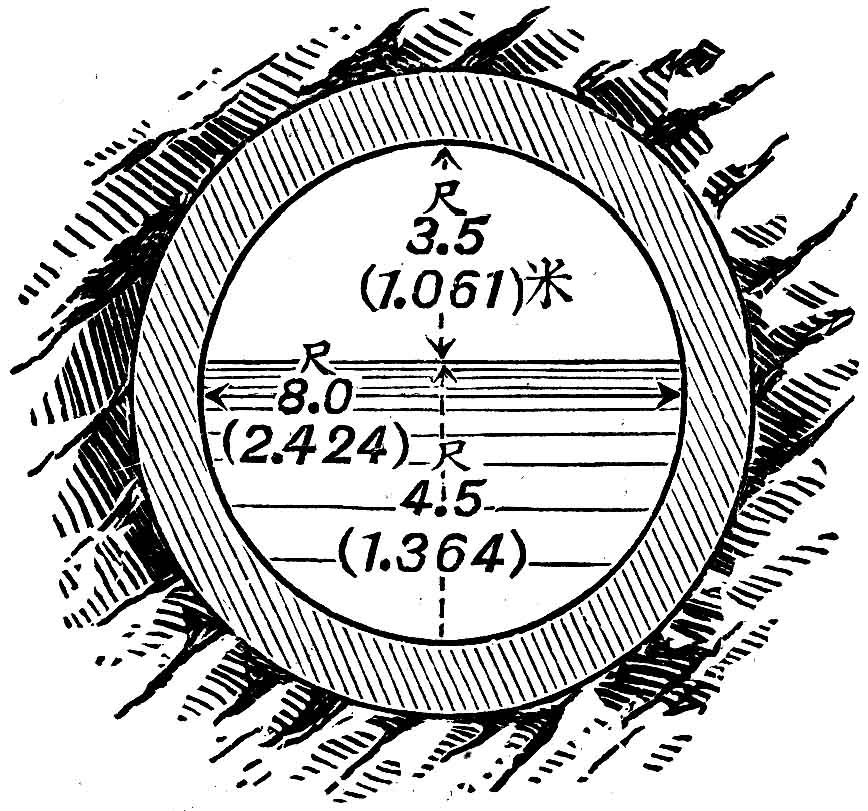
分線トンネル断面
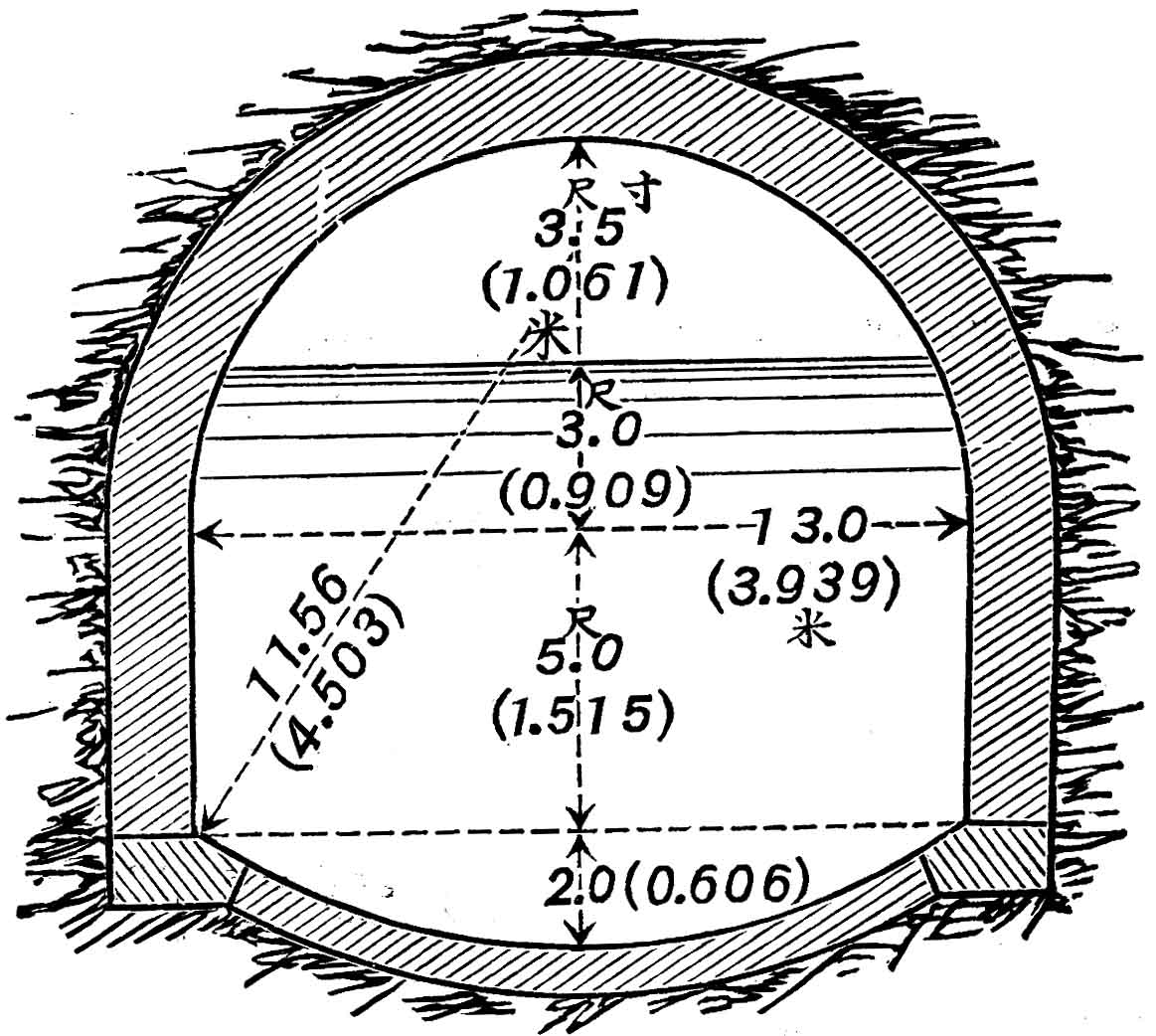
第2疏水トンネル断面
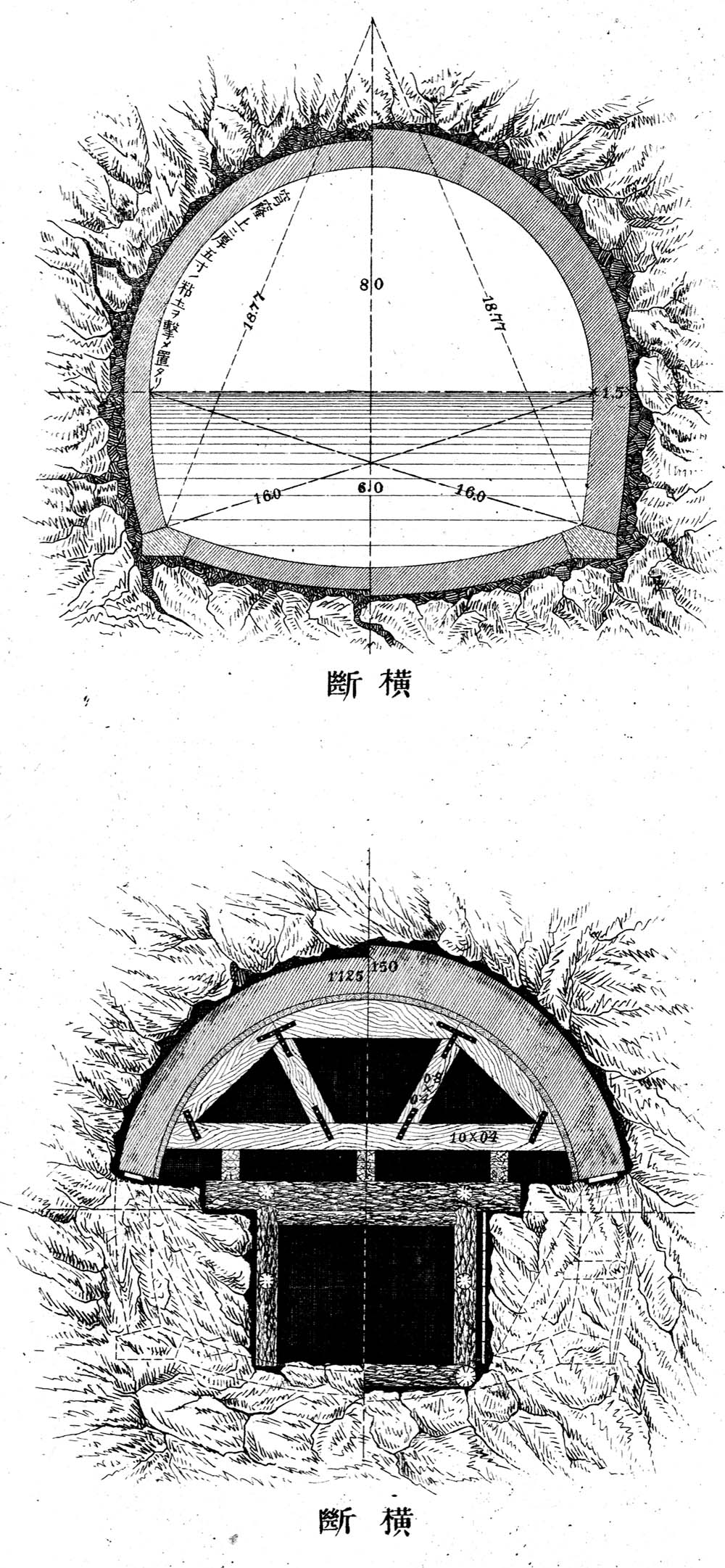
第1疏水第1トンネル断面
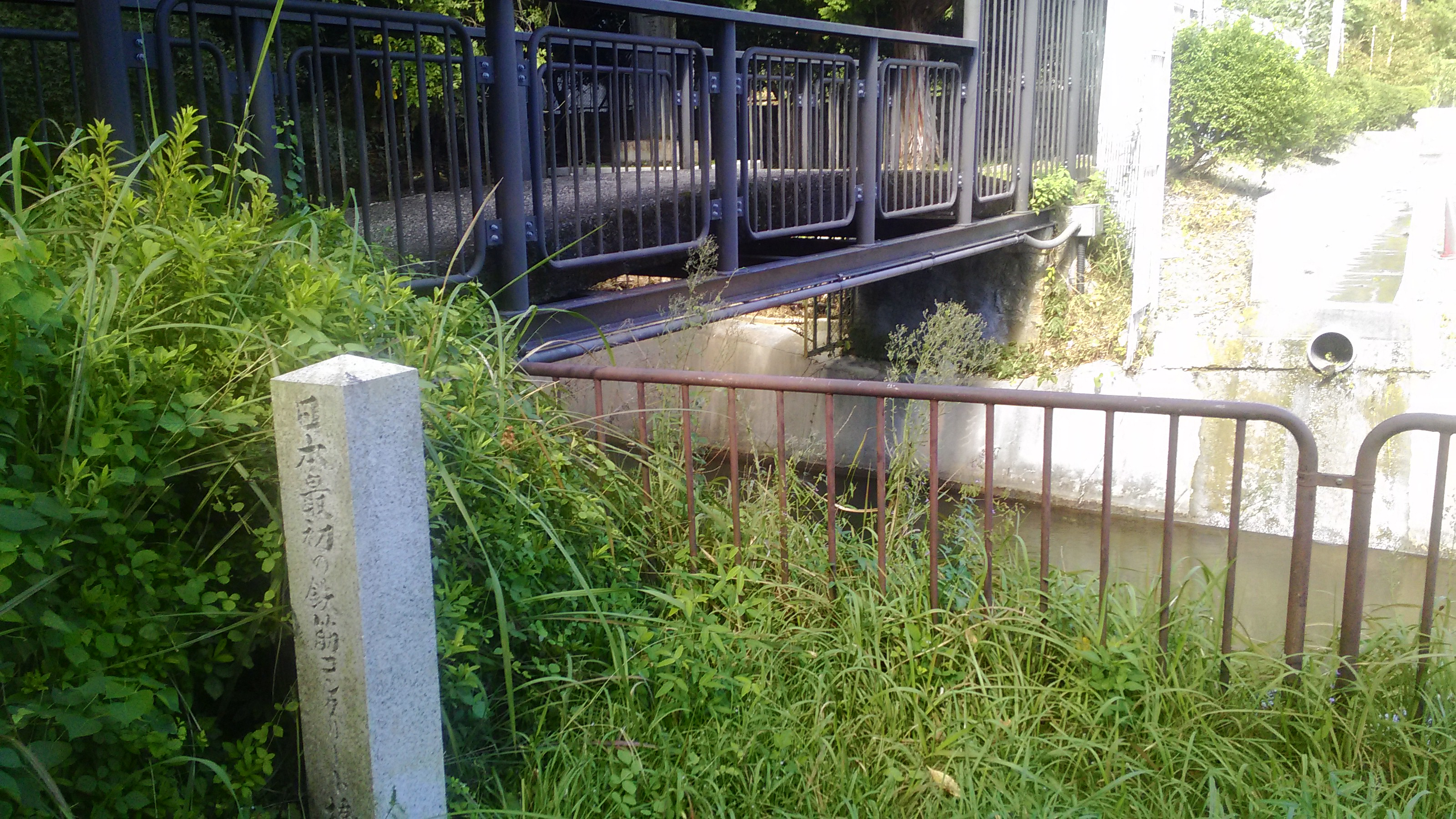
第11号橋（日本最初の鉄筋コンクリート橋）

## 観光資源

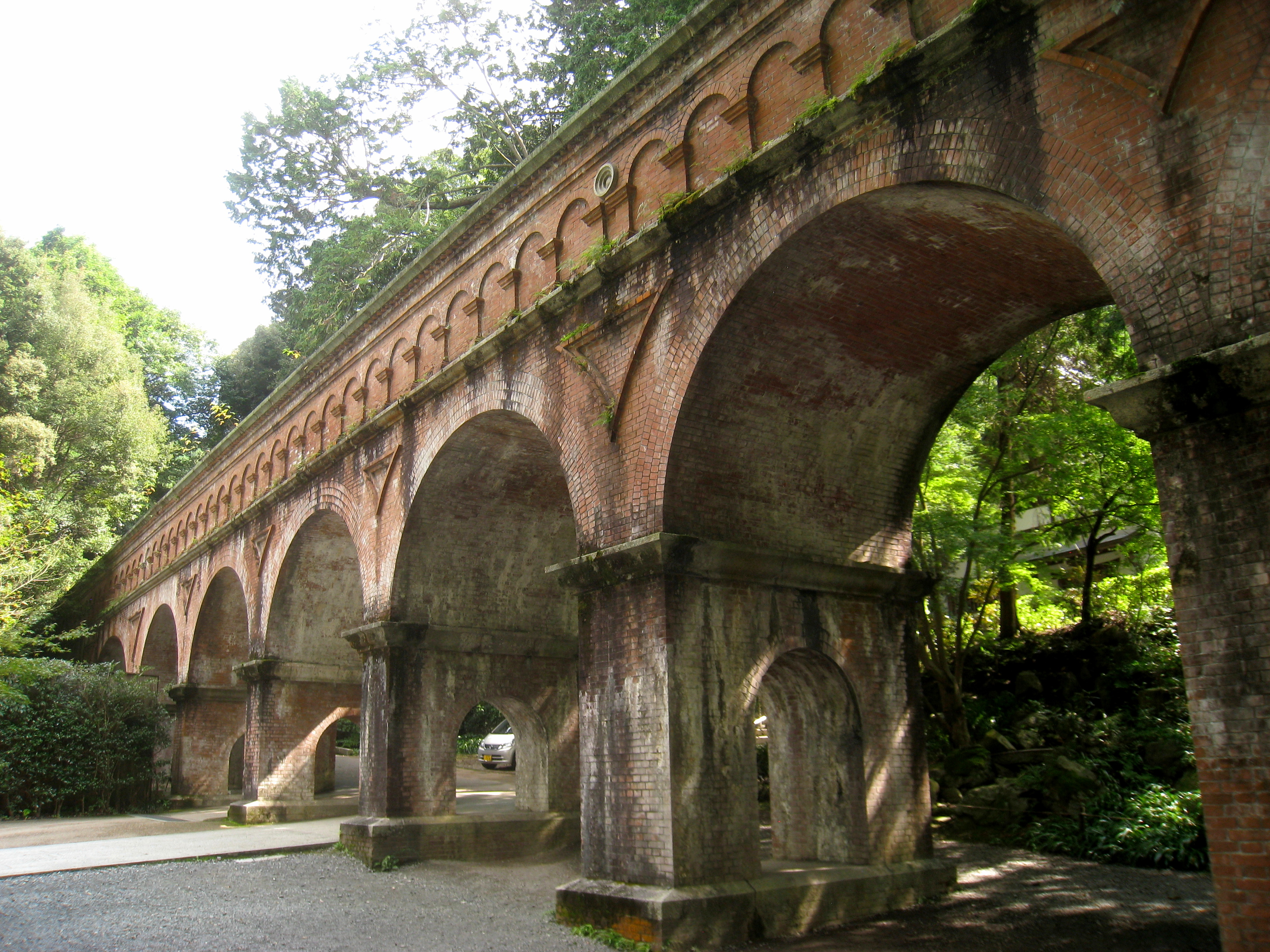
南禅寺境内の水路閣

- 明り区間のうち、大津市（第1疏水第1トンネル入口付近）、京都市山科区（山科疏水）、京都市東山区（インクライン周辺－鴨川）のいずれも、沿線にサクラが植えられている区間が多く、開花期には水とサクラの織りなす風景を見ることができる。
- 京都市立の「琵琶湖疏水記念館」が南禅寺近くにあり、無料で見学できる[78]。
- 南禅寺境内にある水路閣はテレビドラマの撮影に使われるなど京都の風景として定着している。建設当時は古都の景観を破壊するとして反対の声もあがった[79]一方で、南禅寺の三門には見物人が殺到したという[80]。

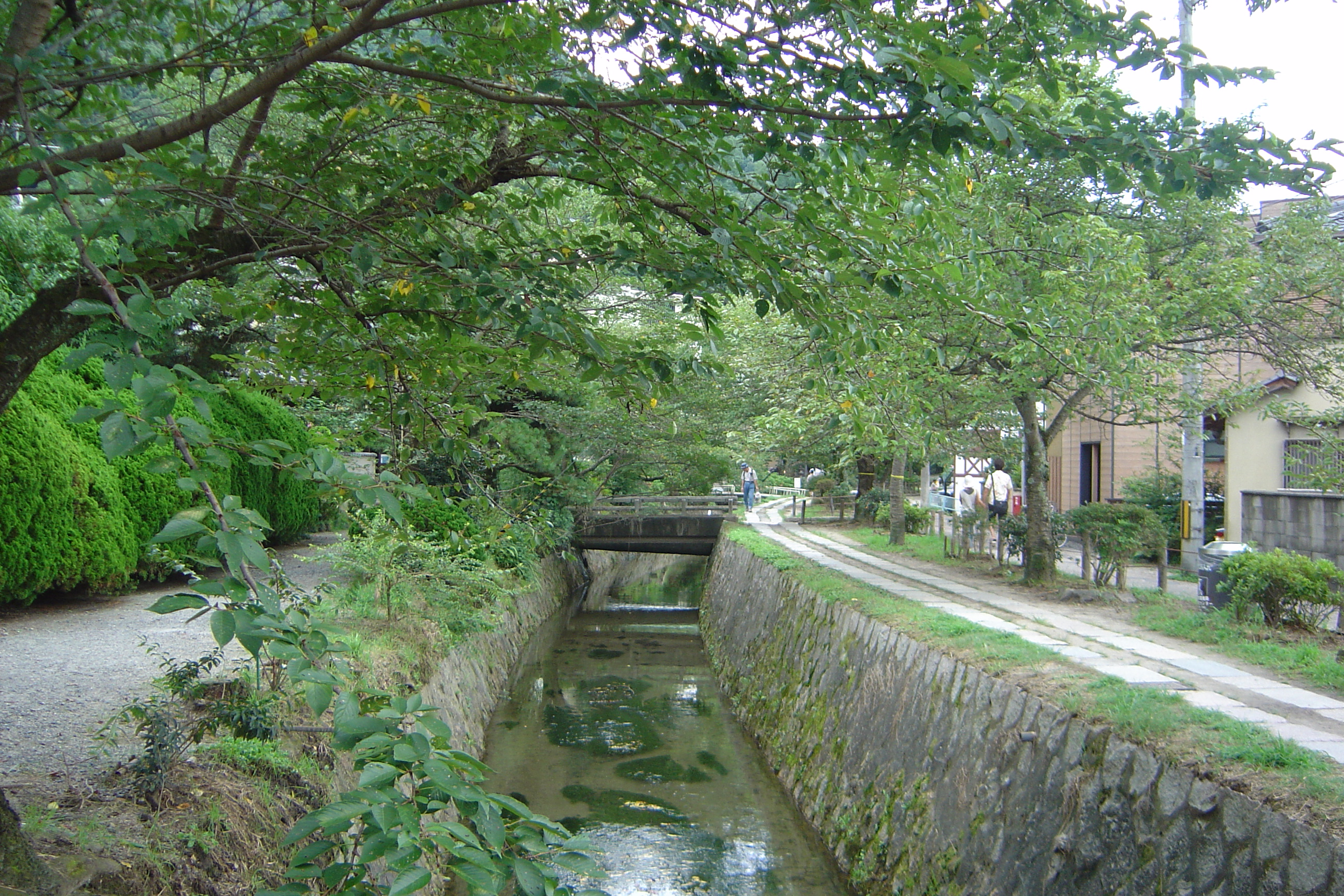
琵琶湖疏水と哲学の道
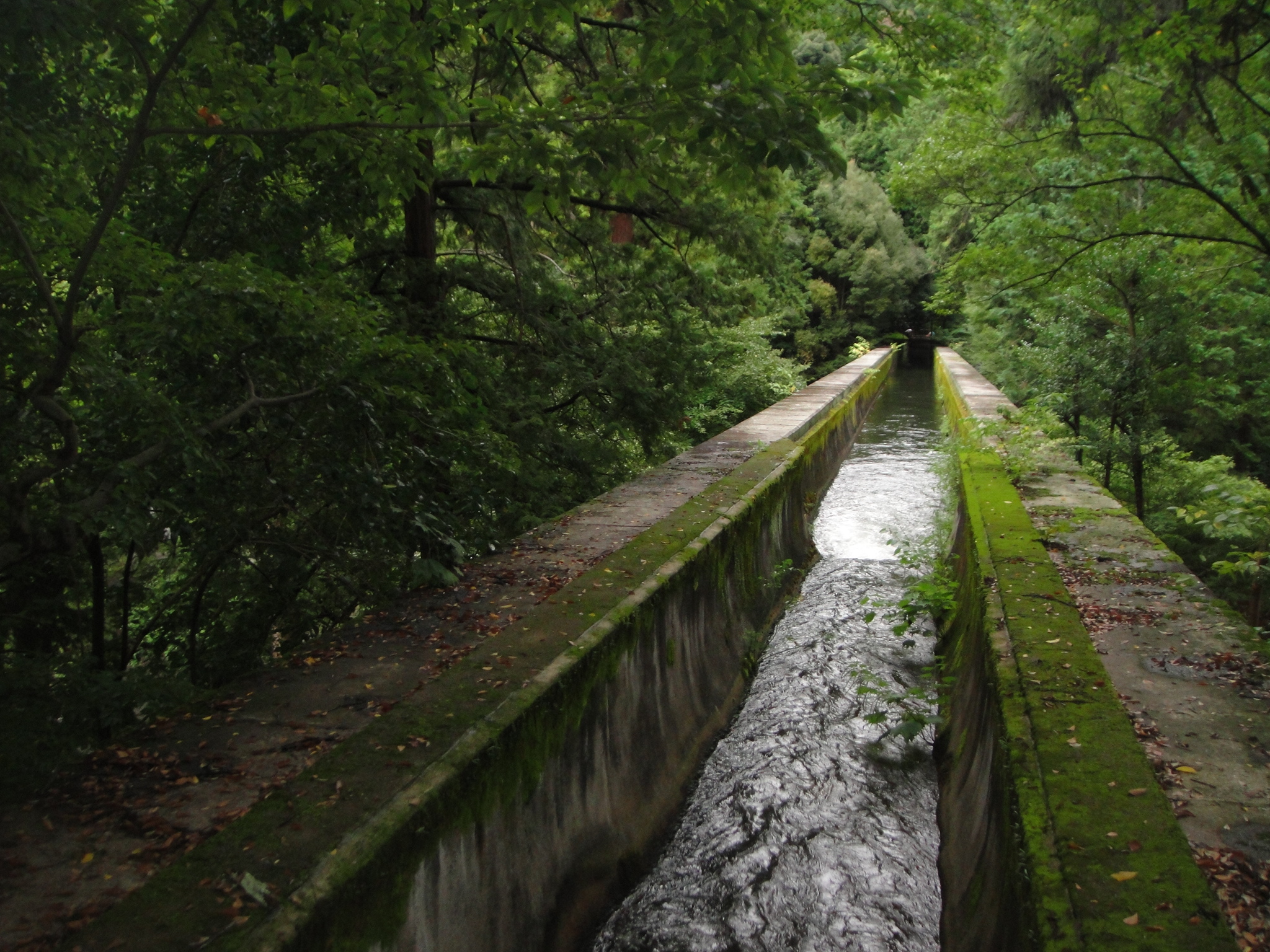
水路閣上を琵琶湖疏水が流れる様子
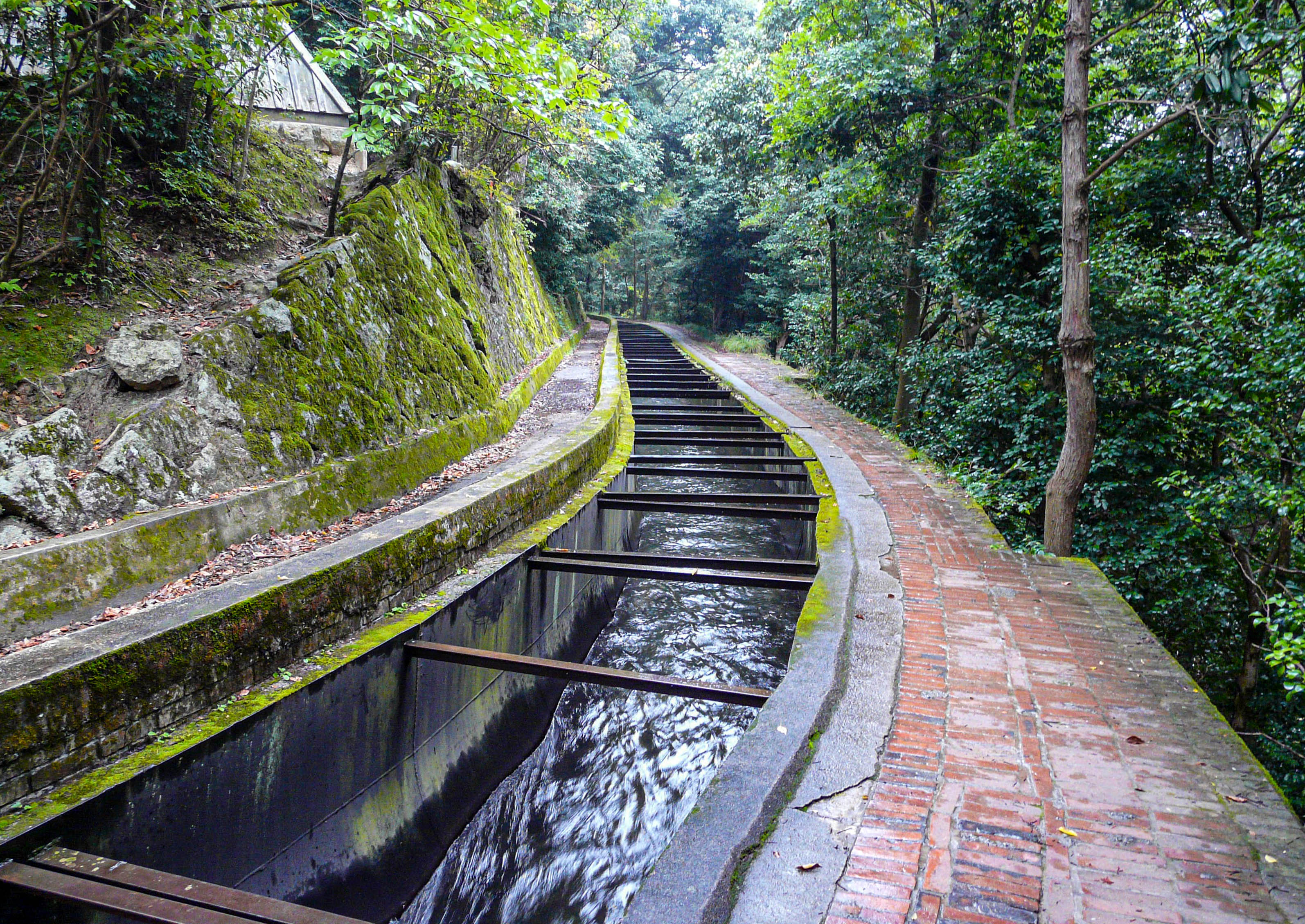
水路閣近傍の琵琶湖疏水
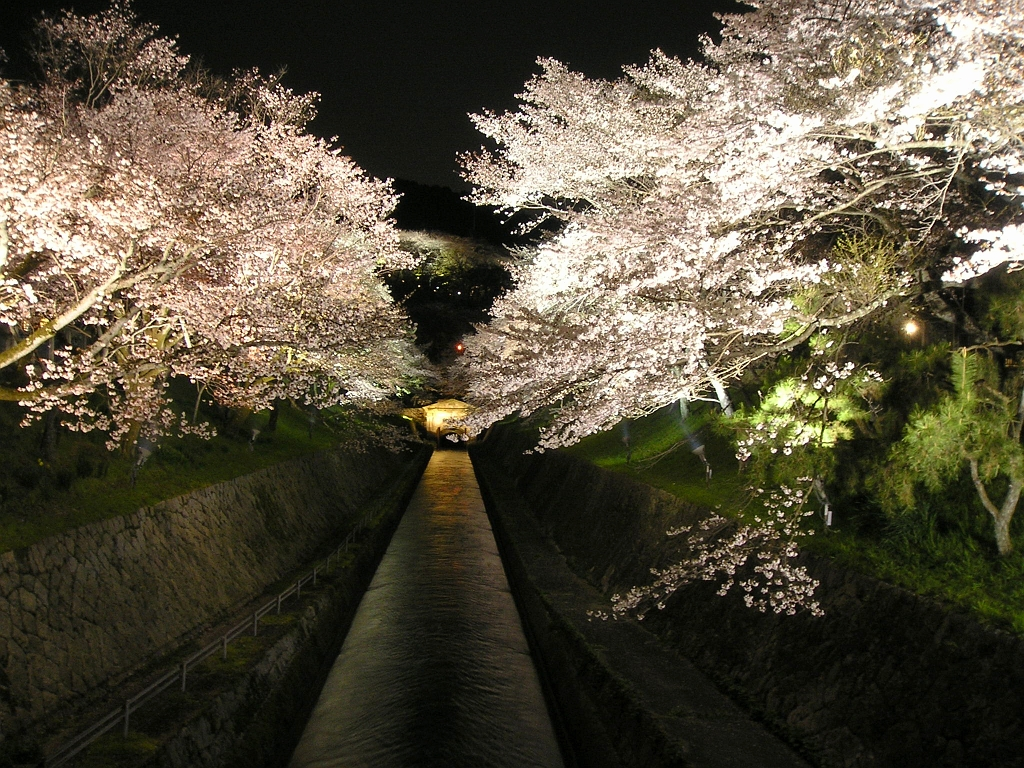
第1疏水第1トンネル（大津側）の夜桜
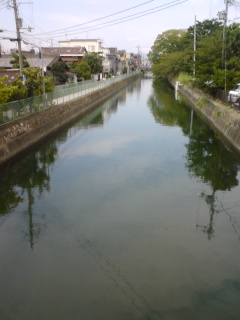
京阪龍谷大前深草駅近く
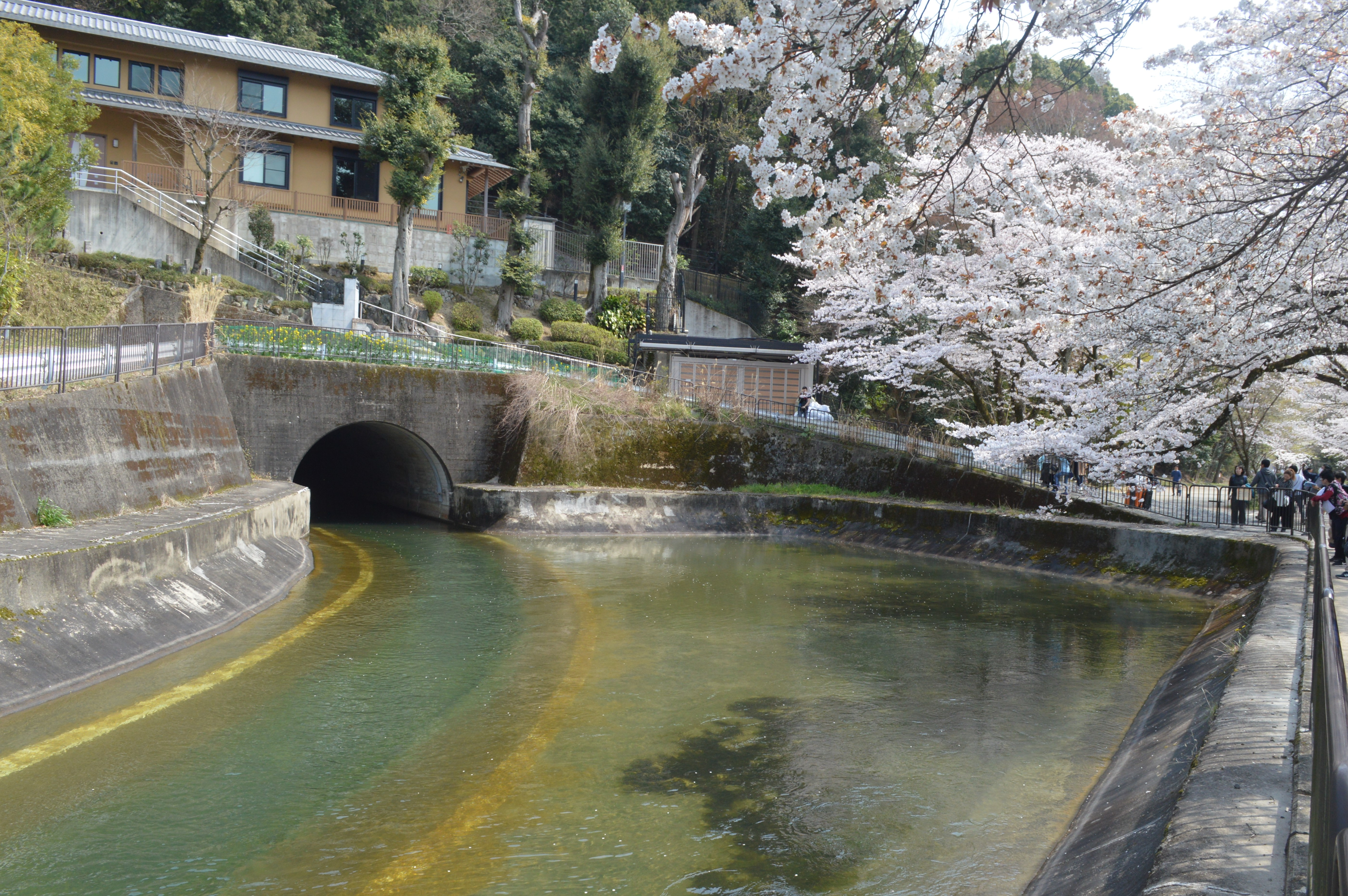
山科区安朱東海道町の諸羽トンネル出口

昭和40年代前半まで、夷川発電所部分の広くなった水面は、スイミングスクール京都踏水会（創設1896年）の練習場であり水泳大会や古式泳法の披露なども行われていた。

### 観光船運航の経緯

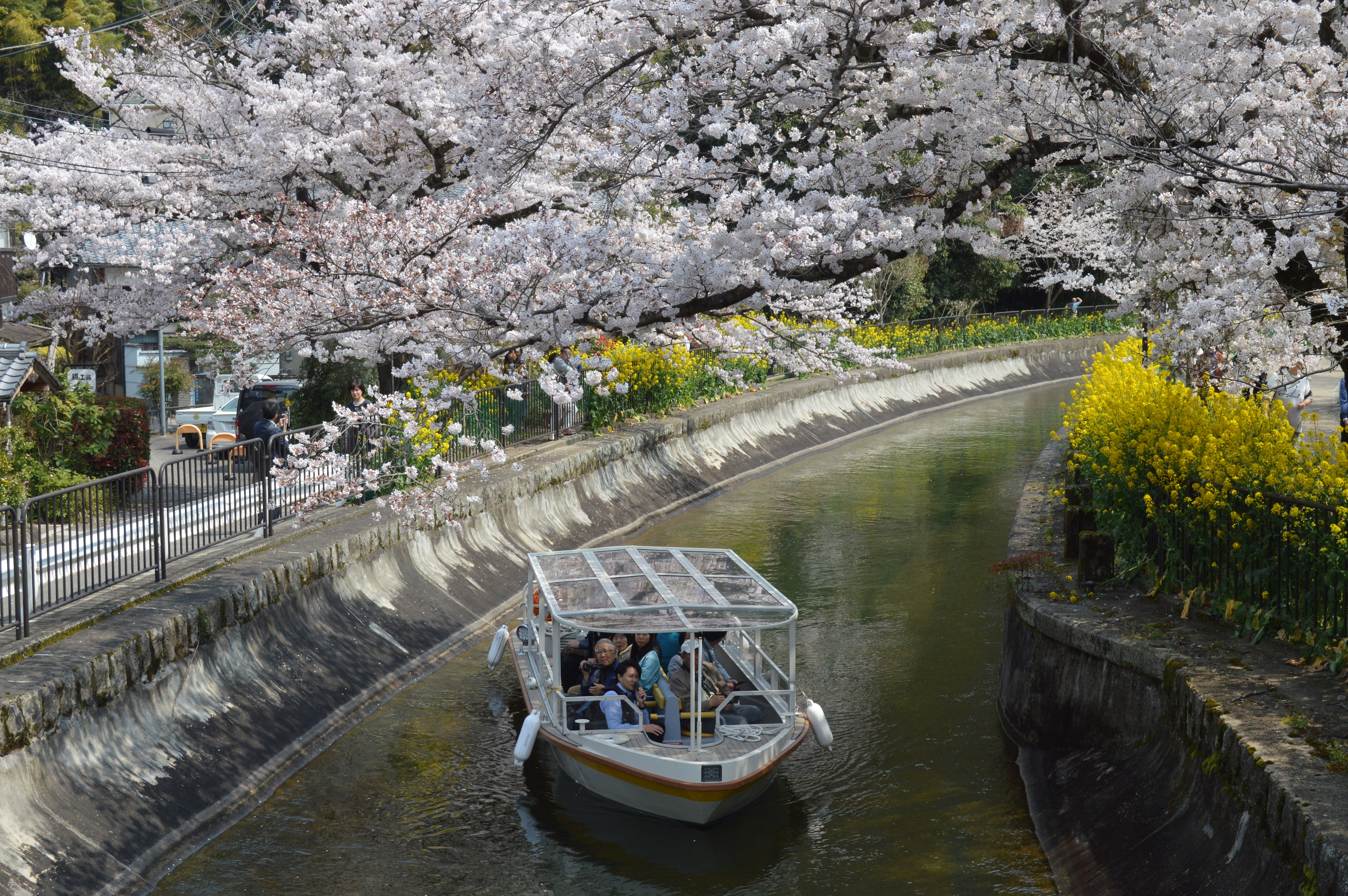
2018年に本格的運航を開始した「びわ湖疏水船」

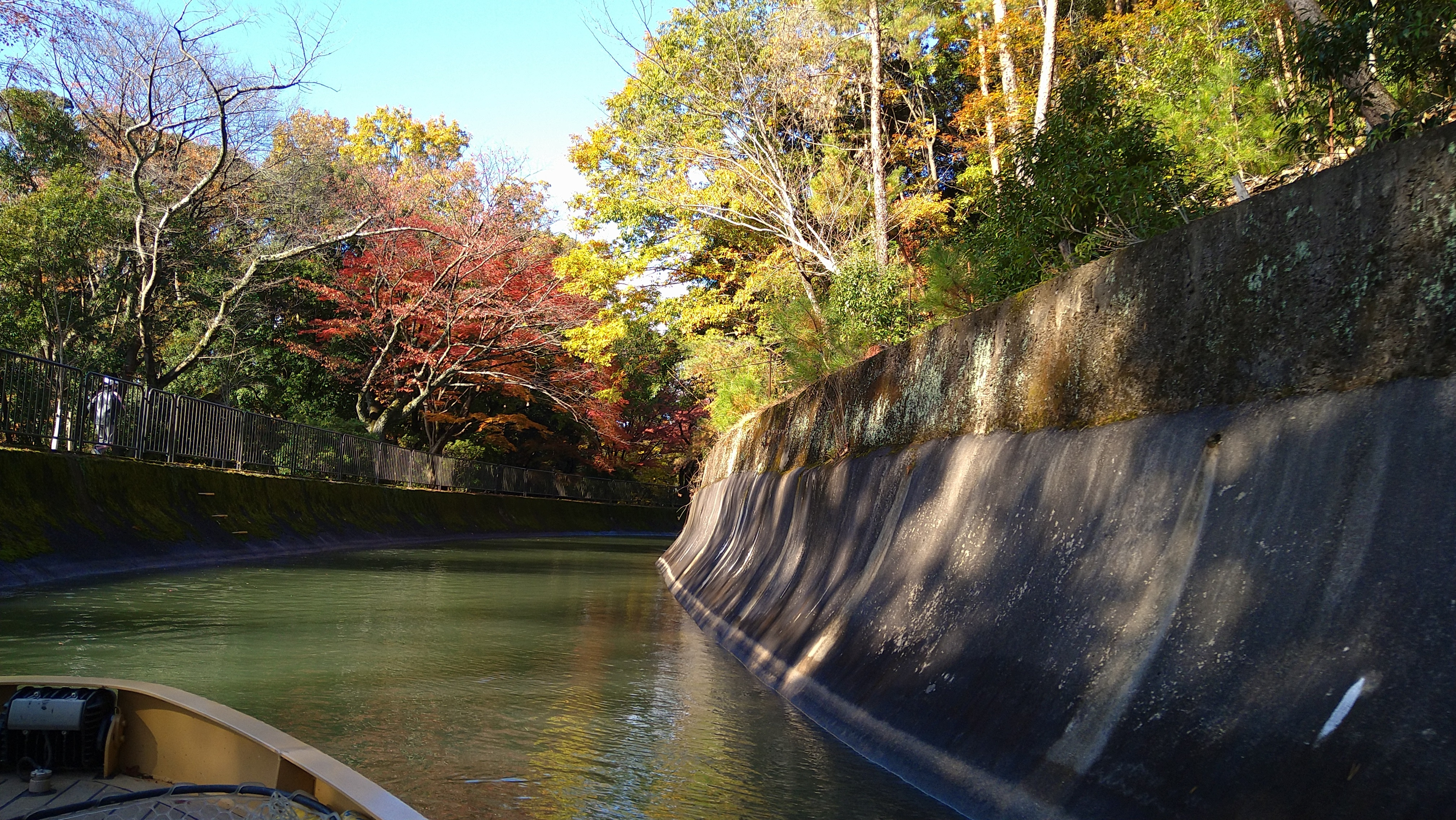
紅葉の琵琶湖疏水を遊覧船で下る

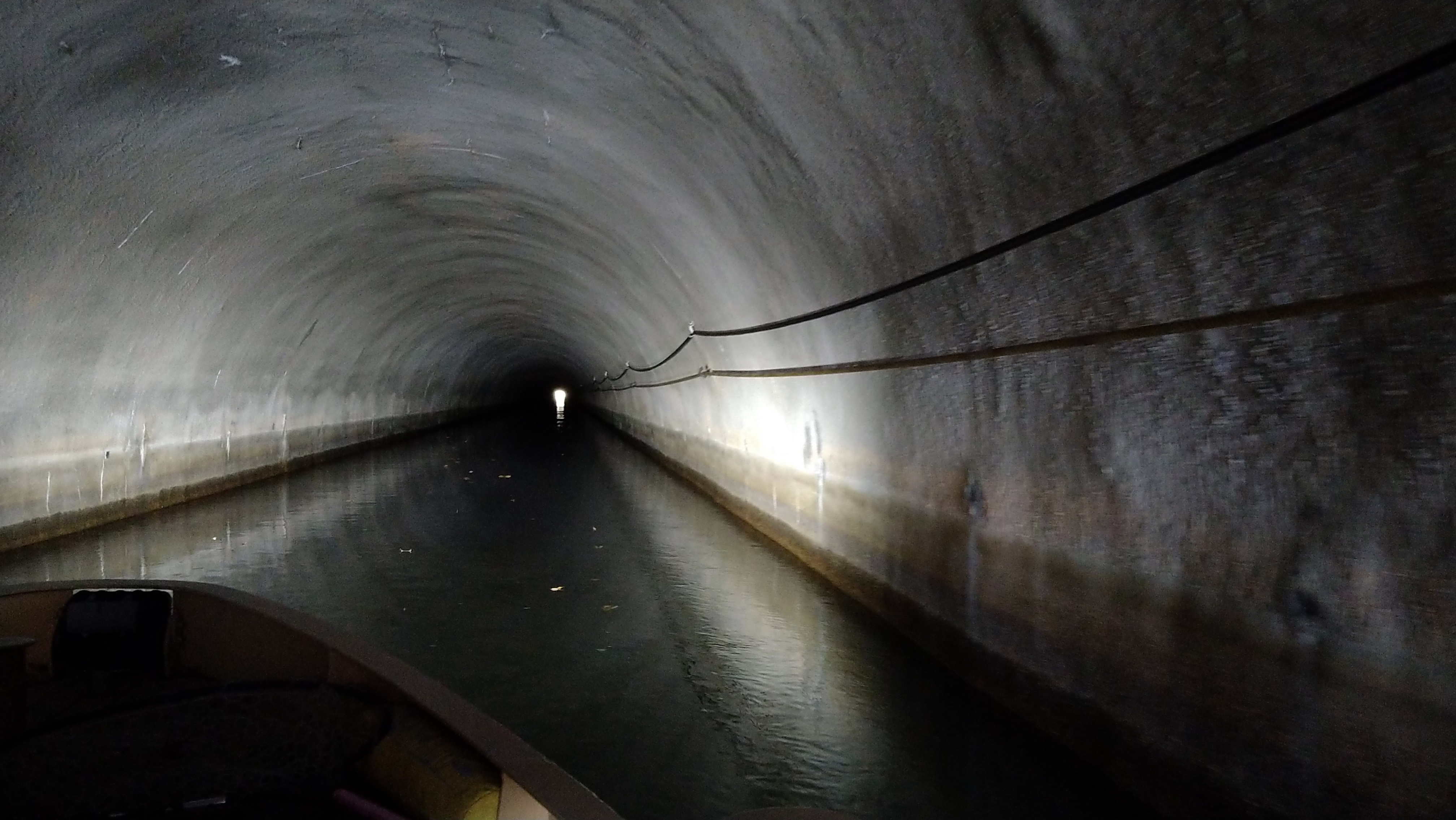
暗渠の琵琶湖疏水を遊覧船で下る

平安神宮南側の一部区間では観光シーズンなどに小型の遊覧船が就航することがあったが、大津から京都までの全区間での運航はトンネル区間が多いことなどから実現されてこなかった。2010年の「疏水完成120周年」の目玉事業として、トンネル区間を含んだ遊覧船就航やインクライン復活が京都商工会議所を中心に検討されたが、記念事業での運航には至らなかった。
その後、2012年の大津市長選挙で越直美が疏水の観光船運航を公約に掲げて当選、京都市長の門川大作に観光船運航の検討を呼びかけ、2013年12月には両市長がボートに乗ってルートの視察を実施。2014年1月に門川市長は京都・大津両市役所や観光協会等のメンバーによる「 琵琶湖疏水クルーズ（ 仮称 ）検討プロジェクトチーム」を発足させ、3月にはプロジェクトチームがトンネルの視察を実施した。門川市長は5月24日に大津市で開かれたシンポジウムで、民間の協力も得た上で、安全性確認後、2015年度にも試験運航を実施する意向を示した。2014年8月、京都市上下水道局の検査の結果、トンネルは安全のための応急対策を講じなくても船が日常的に運航できる状態であると報じられた。
2015年1月、同年3月より試験運航を開始すると京都市や大津市が発表。2月に京都市が募集した試験運航の第1期の乗船者には定員の20倍以上の1万2千人の応募があり、3月27日に実際の運航が開始された（5月6日までの土日祝日に実施）。4月25日から5月6日までの第2期の募集に対しても、11.8倍の応募者があった。本格的な観光船運航に対しては、幅員の関係で通行できる船のサイズや量が限られるため、乗船料だけでは採算を取ることが困難であるとする意見もあったが、明治維新150年記念の観光振興も兼ねて、2018年より観光船が大津-蹴上間で運航開始となった。運航状況については#舟運参照。

## 位置情報
- 第1疏水取水口 : 北緯35度0分50.68秒 東経135度51分38.44秒 / 北緯35.0140778度 東経135.8606778度
- 第2疏水取水口 : 北緯35度0分52.37秒 東経135度51分36.03秒 / 北緯35.0145472度 東経135.8600083度
- 第1トンネル東口 : 北緯35度0分40.47秒 東経135度51分21.11秒 / 北緯35.0112417度 東経135.8558639度
- 第1トンネル西口 : 北緯34度59分55.6秒 東経135度50分1.2秒 / 北緯34.998778度 東経135.833667度
- 第3トンネル東口 : 北緯35度0分1.5秒 東経135度47分54.0秒 / 北緯35.000417度 東経135.798333度
- 第3トンネル西口 : 北緯35度0分22.1秒 東経135度47分31.5秒 / 北緯35.006139度 東経135.792083度
- 蹴上船溜 : 北緯35度0分24.6秒 東経135度47分29.0秒 / 北緯35.006833度 東経135.791389度
- 蹴上インクライン : 北緯35度0分37.34秒 東経135度47分20.45秒 / 北緯35.0103722度 東経135.7890139度
- 南禅寺船溜 : 北緯35度0分43.80秒 東経135度47分15.35秒 / 北緯35.0121667度 東経135.7875972度
- 冷泉放水口/鴨川夷川出合 : 北緯35度0分56.1秒 東経135度46分19.7秒 / 北緯35.015583度 東経135.772139度
- 水路閣 : 北緯35度0分38.21秒 東経135度47分38.19秒 / 北緯35.0106139度 東経135.7939417度
- 蹴上発電所 : 北緯35度0分36.8秒 東経135度47分18.4秒 / 北緯35.010222度 東経135.788444度
- 夷川発電所 : 北緯35度0分56.56秒 東経135度46分31.05秒 / 北緯35.0157111度 東経135.7752917度
- 墨染発電所 : 北緯34度56分44.21秒 東経135度46分0.25秒 / 北緯34.9456139度 東経135.7667361度
- 小川頭（分線終点） : 北緯35度2分17.6秒 東経135度45分9.8秒 / 北緯35.038222度 東経135.752722度
- 伏見制水門 : 北緯34度56分35.9秒 東経135度45分47.4秒 / 北緯34.943306度 東経135.763167度

## 琵琶湖疏水を題材とする作品
- 『京都インクライン物語』 - 田村喜子著。1994年。ISBN 9784122021365。琵琶湖疏水の工事を推進した土木技師田辺朔郎らを描く[92]。
- 『明日をつくった男 田辺朔郎と琵琶湖疏水』 - 虫プロダクション制作。2003年。『京都インクライン物語』を原作とする映像作品[93]。